# Spanisches Kolonialreich
Das spanische Kolonialreich (spanisch: Imperio español) erstreckte sich über Amerika, Afrika, Asien und Ozeanien, mit einem territorialen Schwerpunkt in Amerika. Im Zenit seiner Macht war die spanische Kolonialgroßmacht eines der größten Reiche in der Menschheitsgeschichte und zudem eines der ersten globalen Reiche. Es bestand vom 15. Jahrhundert bis zur zweiten Hälfte des 20. Jahrhunderts.

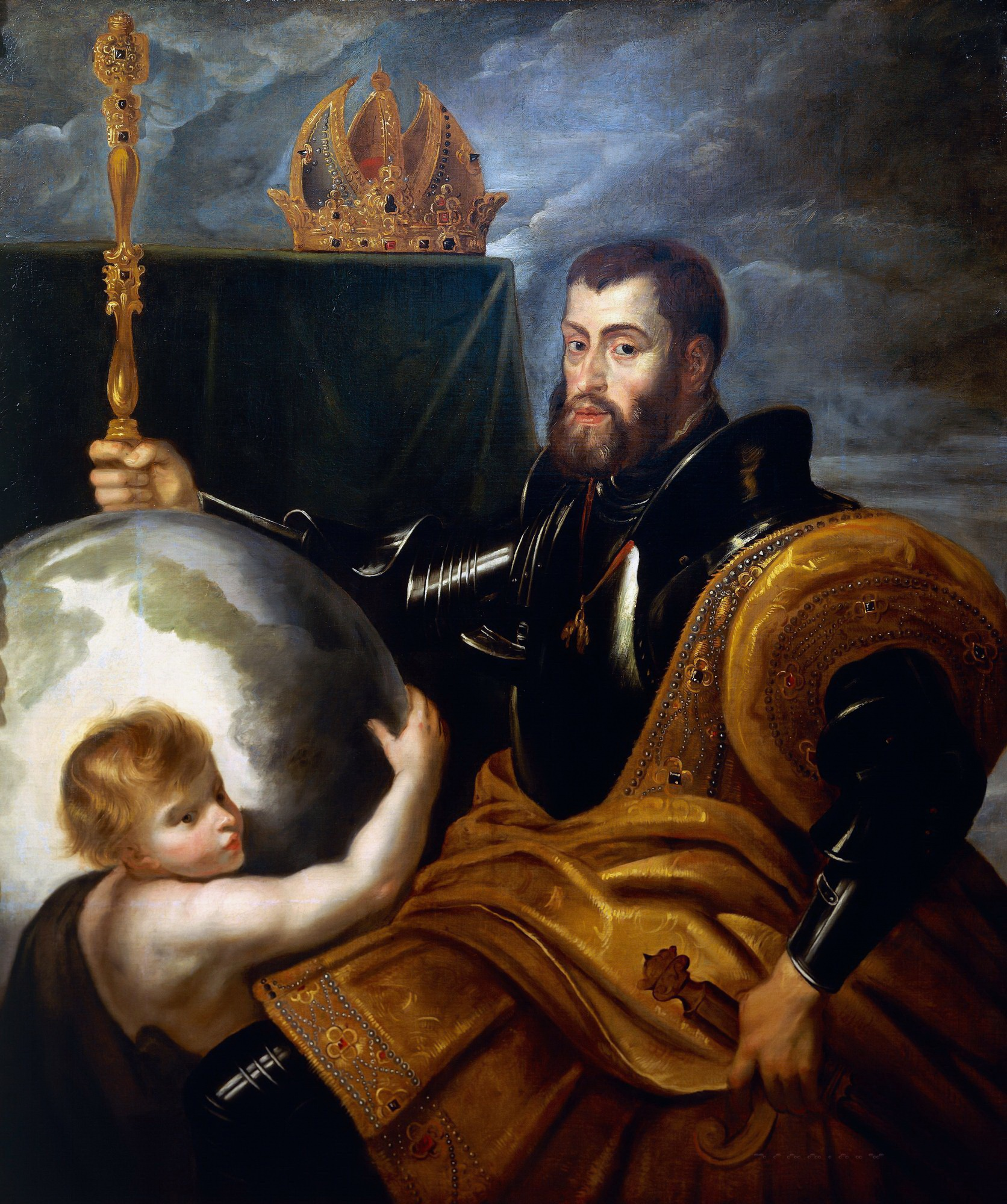
Kaiser Karl V. herrschte über ein globales Imperium, in dem „die Sonne niemals unterging“; Gemälde von Rubens

## Anfänge
Zu Beginn des 15. Jahrhunderts begann man sich in Kastilien zunehmend für Entdeckungsfahrten im Atlantik zu interessieren. Ein Grund dafür lag in der Rivalität mit dem Königreich Portugal, das eine Vormachtstellung im Seehandel erreicht hatte. Um an die Waren des Orients zu gelangen, dessen Handelswege (vor die zu den Gewürzen der pazifischen und südostasiatischen Inseln) von den Osmanen blockiert wurden oder die die italienischen Seemächte fest in der Hand hatten, wetteiferten Spanier und Portugiesen miteinander, um anstelle des traditionellen Landwegs durch den Nahen Osten eine neue Route zu finden. Die Portugiesen, die ihre Reconquista lange vor den Spaniern abgeschlossen hatten, begannen damals ihre Expeditionen mit dem Ziel, zunächst Zugang zu Rohstoffen Afrikas zu bekommen und danach Afrika zu umfahren, womit sie die Kontrolle über Inseln und Küsten dieses Kontinents erlangen würden. Damit nahmen sie eine für Europäer neue Schifffahrtsroute nach Ostindien in Betrieb, waren nicht mehr auf den indirekten Handel mit dem Osmanischen Reich angewiesen, ein Monopol Genuas und Venedigs, und legten so den Grundstein für das portugiesische Weltreich. Später, als auch Kastilien die Reconquista abgeschlossen hatte, unterstützten die Katholischen Könige den genuesischen Seefahrer Christoph Kolumbus. Er war davon überzeugt, dass der Erdumfang kleiner als der tatsächliche sei, und wollte deshalb nach Cipango (Japan), China, Indien und den Orient gelangen, indem er nach Westen segelte. Damit verfolgte Kastilien denselben Zweck wie die Portugiesen: sich von den italienischen Städten unabhängig zu machen, um an Waren des Orients zu gelangen, und zwar vor allem Gewürze und Seide (die feiner war als die, die im Königreich Murcia seit der Herrschaft der Araber produziert wurde). Es ist anzunehmen, dass Kolumbus’ kleine Flotte nie ihr Ziel erreicht hätte; aber etwa auf halbem Weg liegt der amerikanische Kontinent und, ohne es zu wissen, „entdeckte“ er Amerika und leitete so die Kolonisierung dieses Kontinents ein.

## Eroberung des Kolonialreichs

### Ursprünge

Christoph Kolumbus

Nach der (Wieder-)Entdeckung Amerikas 1492 durch Kolumbus begann die Conquista (span. Eroberung) des Doppelkontinents. Die Erforschung, Eroberung, Besiedlung und Missionierung Amerikas erfolgte durch Einzelpersonen oder Gruppen, die nach Verhandlungen mit Vertretern des Königs von Kastilien von diesem durch eine Capitulación mit bestimmten Maßnahmen beauftragt wurden. Nach dem Erhalten der Capitulación oblag dem Unternehmer die Aufgabe, seine Expedition auszurüsten sowie Seeleute, Priester und Soldaten anzuwerben. Konquistadoren waren weniger königliche Soldaten oder Söldner, die einen festen Sold oder eine feste Heuer erhielten, sondern Freiwillige, die sich für den Kauf ihrer Ausrüstung selbst verschuldeten. Ihr Interesse war darauf gerichtet, die Schulden zurückzahlen zu können und maximalen Gewinn aus der Expedition zu schlagen.

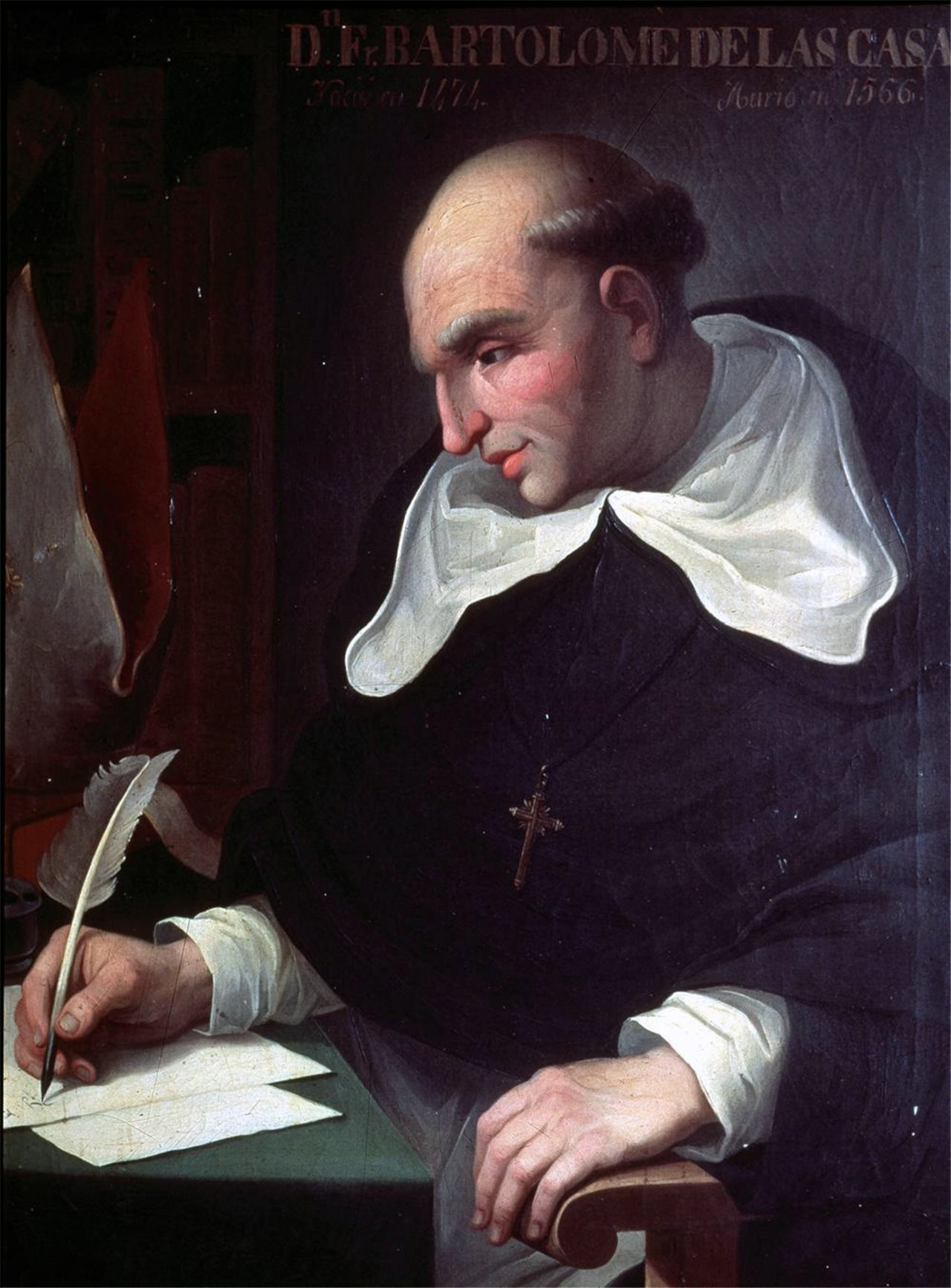
Bartolomé de Las Casas

Die Folge dieser Eroberungspolitik Kastiliens war das Encomienda-System, das 1503 von Isabella I. gebilligt wurde. Den Konquistadoren wurden Encomiendas übertragen, worauf Menschen der indigenen Bevölkerung verpflichtet wurden, für den Besitzer der Encomienda zu arbeiten. Der Dominikaner Antonio de Montesinos machte in seiner Adventspredigt aus dem Jahr 1511 auf die schlechte Behandlung der Indios aufmerksam. Dadurch entfachte er eine Debatte über die Lebensverhältnisse der Indios unter den spanischen Eroberern. In der Folge dieser Debatte wurden 1512/1513 die Leyes de Burgos erlassen, Gesetze, in denen ausdrücklich jede Gewaltanwendung der Encoménderos gegenüber den Indianern verboten wurde. Dennoch änderte sich in der Praxis wenig, denn der kastilischen Krone fehlte ein Kontrollorgan in der Neuen Welt. Die in vielen Fällen unzureichende Umsetzung der Gesetze führte zu zahlreichen Protesten und Forderungen, denn in Wirklichkeit betrachtete man die Gesetze nur als Legalisierung der bereits tristen Situation. Erst durch den Dominikaner Bartolomé de Las Casas, der in Spanien die Zustände der indigenen Bevölkerung anprangerte, kam es 1542 zu den Leyes Nuevas (Neuen Gesetzen), in denen schließlich die Indianer unter den direkten Schutz der Krone gestellt wurden. Auch diese wurden nur schleppend umgesetzt und bereits 1545 teilweise wieder zurückgenommen. So wurde das Encomienda-System de facto bis 1549 weitergeführt. Mit der Schaffung des sogenannten Repartimiento-Systems wollte man einen wirksameren Schutz der indigenen Bevölkerung erreichen. Sie lebten von nun an in sesshaften Gemeinschaften und verpflichteten sich, Männer aus ihren eigenen Reihen für zeitlich begrenzte Projekte des spanischen Staates als Arbeitskräfte zur Verfügung zu stellen. Der Anteil dieser Arbeitskräfte an der männlichen Urbevölkerung betrug zwei bis vier Prozent. Die Einteilung wurde vom (Regional-)Gouverneur oder dem Corregidor beziehungsweise Alcalde Mayor überwacht, der für den Schutz der indigenen Bevölkerung zuständig war und Missstände aufzeigen musste.

### Durchführung der Conquista
Das oberste Ziel der Konquistadoren war nicht die Erschließung neuer Gebiete und deren Besiedlung, sondern die Suche nach Gold und anderen Schätzen. Die Schatzjäger verhielten sich meistens rücksichtslos und brutal gegenüber der indigenen Bevölkerung. Aufgrund ihrer überlegenen militärischen Mittel und unterstützt durch unterworfene lokale Volksstämme gelang es unter anderem Hernán Cortés, das Reich der Azteken und Francisco Pizarro das Großreich der Inka zu erobern. Auf deren Trümmern wurden die Vizekönigreiche Neuspanien und Peru gegründet.

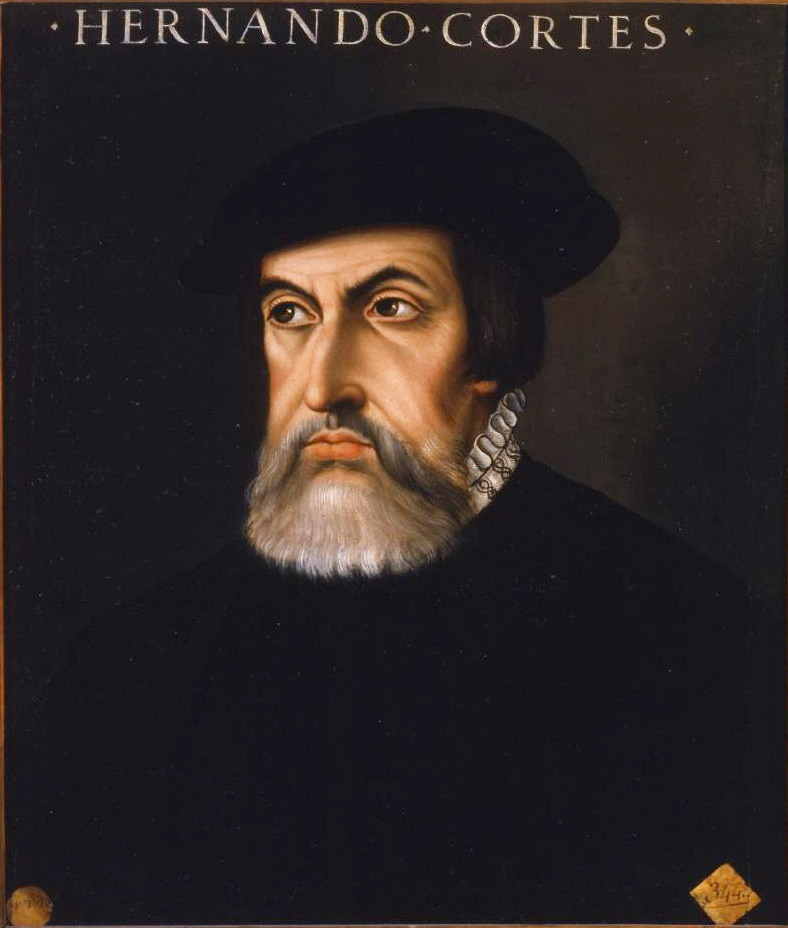
Hernán Cortés
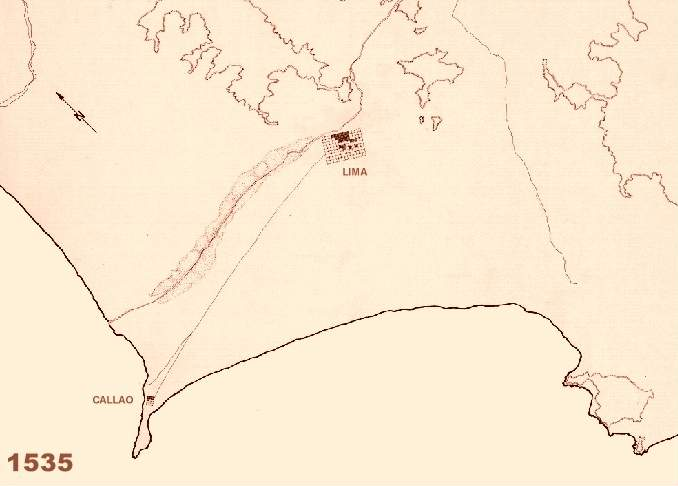
Stadtgebiet von Lima zur Stadtgründung, um 1535
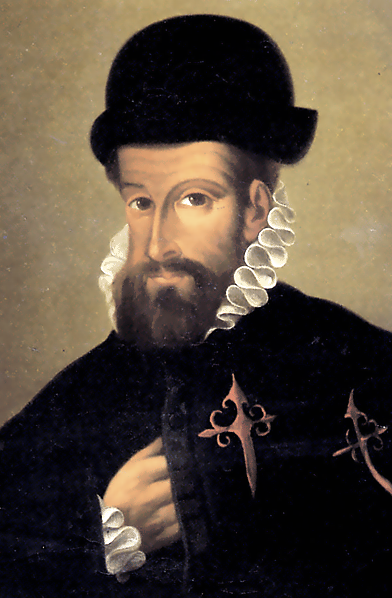
Francisco Pizarro

Ein entscheidender Faktor für den Erfolg der Spanier in der Neuen Welt war die Gründung von Städten. Sie waren sichere Rückzugspunkte sowohl vor feindlich gesinnten Ureinwohnern als auch vor anderen europäischen Mächten, insbesondere Portugal und England, die Kastilien Territorien am Río de la Plata (Colónia do Sacramento) und das Nootka-Territorium in Nordamerika streitig machten. Außerdem waren die Städte auch Zentren der Verwaltung, der Bildung und des panamerikanischen Handels.
Die Kastilische Krone machte genaue Angaben, wo, wie und von wem eine Stadt gegründet werden sollte. Dabei wollte man jene Situationen vermeiden, die zu Beginn der Kolonisation der Insel Hispaniola eintraten, als viele spanische Siedlungen (La Navidad, La Isabela) nach kurzer Zeit wieder aufgegeben werden mussten oder durch Indios zerstört wurden. 1498 hatte man mit Santo Domingo die erste dauerhafte Siedlung errichtet, die dann bis zur Eroberung Mexikos der Sitz des Vizekönigs beziehungsweise des Gouverneurs war. Nach gezielter Auswahl gründete man zunächst nur Städte in dünn besiedelten entlegenen Gebieten, wie beispielsweise in Kalifornien oder in Nevada. Auch versuchte man bestehende Städte und Zentren der Indios zu erobern. Cortés gelang es schließlich 1521 Tenochtitlan, die Hauptstadt des Azteken-Reiches, einzunehmen, auf deren Ruinen dann Mexiko-Stadt gegründet wurde, die neue Hauptstadt des Vizekönigreiches Neuspanien. Die Spanier zerstörten dort systematisch jede sichtbare Erinnerung an die alte Kultur und erbauten da, wo die großen Tempel und Herrscherdomizile der Azteken standen, ihre Kirchen und Paläste im Stile der Renaissance. Schließlich legte man den Texcoco-See trocken, der Tenochtitlán umgab, damit die Stadt weiter wachsen konnte.
Die Conquistadoren gingen so auch im Inkareich vor. Cusco, die Hauptstadt des Inka-Reiches, wurde bei einem Aufstand der Einheimischen vollständig zerstört und verlor seine Hauptstadtfunktion an das 1535 von Pizarro an der peruanischen Küste gegründete Lima. 1542 gründeten die Spanier dann das Vizekönigreich Peru mit Lima als Hauptstadt. Im 16. Jahrhundert wurden in Spanisch-Amerika insgesamt mehr als 40 Städte gegründet, die alle, bis auf Mexiko-Stadt und Cusco, aus geopolitischen und ökonomischen Erwägungen Neugründungen waren. Viele dieser Städte wurden nach bekannten Städten in Spanien (zum Beispiel Santa Fe, Córdoba, Guadalupe, Granada) oder durch die Religiosität der Spanier nach Heiligen (z. B. San Francisco, Santa Maria, San Antonio) oder heiligen Gegenständen benannt (z. B. Vera Cruz, Sacramento). Die örtliche Beschaffenheit spielte auch eine Rolle, so erhielt beispielsweise Las Vegas seinen Namen von den dort vorgefundenen Flussauen. In einigen Fällen wurde der indigene Name aber auch beibehalten, so wie bei dem schon erwähnten Cuzco oder bei Manila auf den Philippinen, die die Hauptstadt Spanisch-Ostindiens bildete.
Für den enormen Verwaltungsapparat wurden gut ausgebildete Kolonialbeamte benötigt. Schon sehr früh wurden daher Universitäten in der Neuen Welt errichtet. 1538 wurde in Santo Domingo die erste spanische Universität auf amerikanischen Boden gegründet, 1551 folgten Mexiko-Stadt und Lima. Viele Städte wurden zu Bildungszentren.

## Kolonialverwaltung unter den Habsburgern

### Das System der Vizekönige

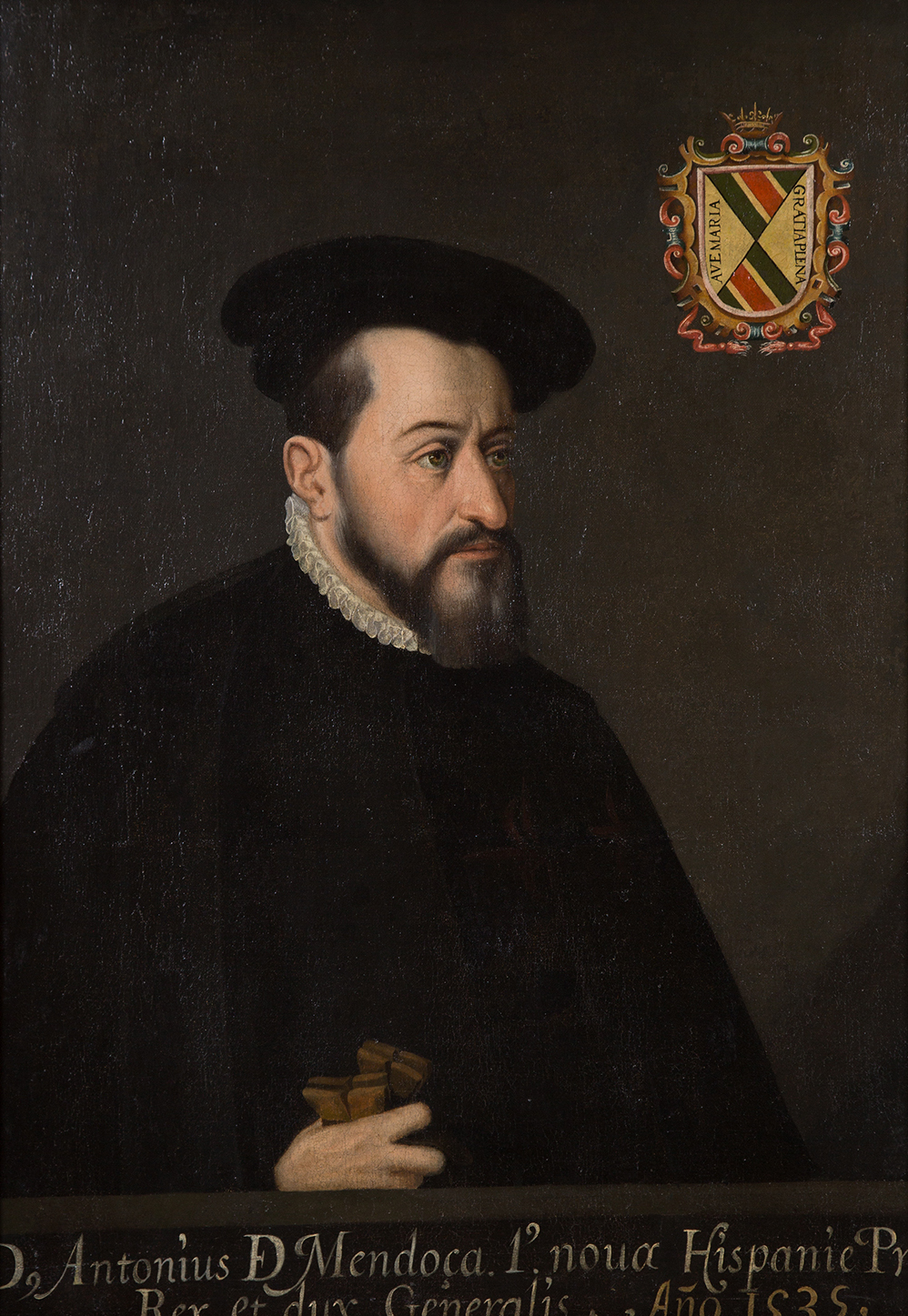
Antonio de Mendoza (1535), erster Vizekönig Neuspaniens

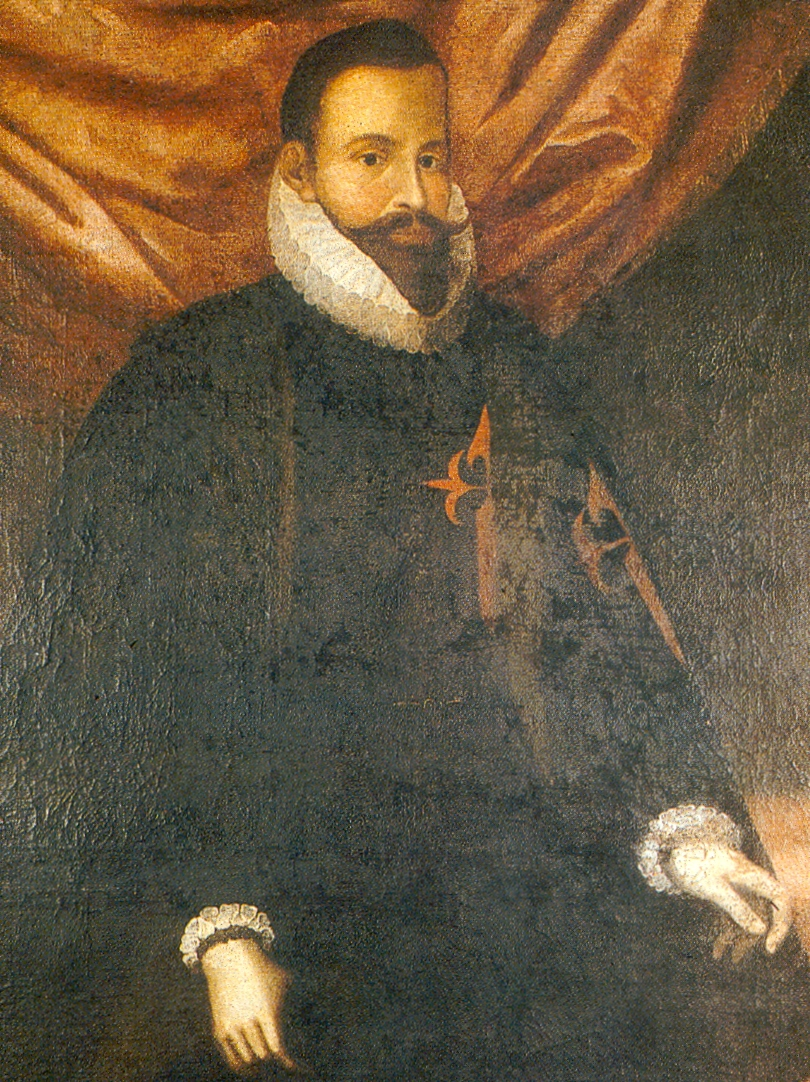
Blasco Núñez de Vela, erster Vizekönig Perus

Nach der ersten Phase der Conquista errichtete die spanische Krone Verwaltungseinheiten in den ehemaligen Großreichen der Azteken und Inkas. Dabei wurden die bestehenden wirtschaftlichen und kulturellen Zentren oft beibehalten. So war nach der Zerstörung Tenochtitlans aus deren Resten Mexiko-Stadt gegründet worden, das dann schließlich die Hauptstadt Neuspaniens wurde. Da in den Ländern der Krone Aragón schon seit dem Mittelalter das System der Vizekönige eingeführt war, übertrug man dies, obwohl Aragón von der Kolonialisation ausgeschlossen war, nun auch auf die Neue Welt. 1535 wurde das Vizekönigreich Neuspanien und 1542 das Vizekönigreich Peru gegründet.
Für den Vizekönig sah die Krone keine – im Gegensatz zu den unteren Verwaltungsebenen – besonderen Befugnisse im Verwaltungs-, Militär- und Jurisdiktionsbereich vor. Der Vizekönig hatte vielmehr die Aufgabe, die spanisch-kastilische Monarchie in der Neuen Welt zu repräsentieren und war somit eine allgemeine politische Autorität, die in strittigen Fällen, in denen die normalen Verwaltungsinstanzen versagten, eine Entscheidung fällte. In der frühen Phase der Vizekönigreiche handelte es sich bei dem Titel im Prinzip nicht um ein Amt, sondern nur um eine besondere Vollmacht, die vom spanisch-kastilischen Monarchen an den Vizekönig delegiert worden war. Der Vizekönig übte also in Vertretung des Monarchen die oberste Regierungsgewalt (Gobierno Superior) aus. Er hatte für die Überwachung der Rechtsprechung, das Wohlergehen der Untertanen, für die Aufrechterhaltung von Sicherheit und Ordnung zu sorgen, den katholischen Glauben zu verbreiten, die Indianer zu schützen bzw. zu integrieren und verdiente Conquistadoren sowie deren Nachkommen zu belohnen. Durch diese „monarchischen“ Aufgaben musste der Vizekönig auch einen eigenen Hof halten und ein spezielles Zeremoniell ähnlich dem des Königs im Mutterland durchführen. Auch eine eigene Leibgarde, die nur seinem Befehl unterstand, wurde ihm zugeteilt. Alle diese königlichen Eigenschaften sollten die Verbundenheit des Königs mit seinen Untertanen in den Kolonien symbolisieren und sie damit an die spanische Krone binden.
Des Weiteren konnte der Vizekönig in seiner Eigenschaft als stellvertretender König den übrigen kolonialen Beamten auch Befehle erteilen, hatte aber nicht die Erlaubnis, in die Amtsbefugnisse einzugreifen oder gar Kompetenzen zu beschneiden. Da die Vizekönige sowohl Gouverneure als auch Präsidenten der Real Audiencia in den Hauptstädten waren und zugleich das Amt eines Generalkapitäns innehatten, fielen ihnen deshalb im begrenzten geographischen Rahmen auch Verwaltungs-, Justiz- und Militäraufgaben zu. Ein Vizekönig musste im Gegensatz zu den anderen königlichen Kolonialbeamten auch immer diese drei zusätzlichen Ämter bekleiden. Ein Grund dafür war, dass dadurch die politische Macht des Vizekönigs gefestigt wurde und somit sichergestellt werden konnte, dass ausschließlich er an der Spitze der spanisch-kastilischen Kolonialverwaltung stand.

### Innere und äußere Struktur der Vizekönigreiche

#### Real Audiencias
Wurden Anfang des 16. Jahrhunderts noch die Rechtsprechung und königliche Gerichtsbarkeit im kastilischen Mutterland (Audiencia von Valladolid/Granada) abgewickelt, entschloss man sich auf Grund der Entfernung und der fehlenden Rechtsinstitutionen in der Neuen Welt 1511 eine Real Audiencia, einen königlichen Appellationsgerichtshof, in Santo Domingo auf Hispaniola einzurichten. Diese Einrichtung stellt den ersten Versuch dar, die eroberten Gebiete politisch-administrativ zu ordnen, was vor allem in der Anfangsphase in der Karibik besonders schwierig war, da die Krone zunächst die Tragweite der Entdeckungen unterschätzt hatte und daher keine Konzepte für die Verwaltung entwickelt wurden.
Christoph Kolumbus wurde zwar in den Capitulaciones de Santa Fe der Titel eines Gouverneurs und Vizekönigs zuerkannt, allerdings ohne eigentliche politische Macht und Autorität. Die fehlenden voneinander getrennten Aufgabenbereiche führten zu zahlreichen Aufständen der Kolonialisten und schufen ein unüberschaubares Durcheinander und eine Willkürherrschaft. Auch Kolumbus-Nachfolger Francisco de Bobadilla, der ab 1499 als Gouverneur eingesetzt wurde, gelang es nicht, die Region zu befrieden und eine effiziente Verwaltung zu installieren. Erst Nicolás de Ovando konnte eine einigermaßen stabile Verwaltung durchsetzen. Später übertrug man die Verwaltung wieder auf die Familie Kolumbus, so dass schließlich Diego Kolumbus wieder als Vizekönig und Gouverneur eingesetzt wurde, allerdings mit der Beschränkung auf die Inseln und Gebiete, die sein Vater entdeckt hatte. 1515 wurde Diego wieder abberufen. In der Zeit vom 3. September 1516 bis zum 22. August 1518 übte der Hieronymit Luis de Figueroa zusammen mit seinen Mitbrüdern Alonso de Santo Domingo und Bernardino de Manzanedo das Amt des Gouverneurs aus.
Nachdem die Eroberung Mexikos weiter fortgeschritten war, entschloss man sich 1527, in Mexiko-Stadt eine weitere Audiencia einzurichten, um sofort nach der Eroberung klare Verhältnisse zu schaffen und eine Wiederholung der „Karibik-Schwierigkeiten“ zu vermeiden. Die Real Audiencia von Mexiko war auch, im Gegensatz zu der in Santo Domingo, zuständig für letztinstanzliche rechtliche Angelegenheiten und war daher auch berechtigt das königliche Siegel zu führen. Auch hier wollte man die Kompetenzen des Conquistadors Hernando Cortes als Generalkapitän und Gouverneur von Neuspanien einschränken. Später wurde dieses Verfahren zur Praxis, indem man neue Audiencias schuf, die die Befugnisse und rechtlichen Stellungen der Conquistadoren und anderen verdienten Einzelpersonen beschnitt, um eine gefährliche Machtkonzentration in den Händen einer Person zu verhindern. Infolgedessen gründete man weitere Audiencias, 1542 Guatemala, 1548 Guadalajara und schließlich wurde 1583 auch auf den Philippinen, die ebenfalls zum Vizekönigreich Neuspanien gehörten, eine eigene Audiencia in Manila eingerichtet. Noch vor der Entstehung des Vizekönigreichs Peru 1542, gründete man 1535 die Audiencia in Panama, 1542 kam Lima hinzu, 1548 Bogotá, 1559 Charcas, 1563 Quito und 1603 Chile. Zunächst erhielten nicht alle Audiencias dieselben Rechte und Privilegien, doch bereits unter Philipp II. wurden alle Audiencias in der Neuen Welt und auf den Philippinen der Status einer Chancillería übertragen. Damit waren sie berechtigt, auch das königliche Siegel zu tragen und Vollmachten sowie Verordnungen im Namen des Königs zu erlassen. Dies war insofern von Bedeutung, da die Richter auch für die Kontrolle und Überwachung der Gouverneure und Generalkapitäne zuständig waren, oder im Fall von Krankheit oder Tod selbst vorübergehend die zivile und militärische Verwaltung der Kolonien übernehmen konnten. Die Audiencias wurden zu den eigentlichen Kolonialbehörden und damit zu Zentren der Verwaltung in der Neuen Welt, was ein flächendeckendes Verwaltungssystem ermöglichte, welches nach streng bürokratischem Muster verlief und ein Eingreifen der Krone jederzeit möglich machte.
In den Hauptstädten der beiden Vizekönigreiche, Mexiko-Stadt und Lima, übte der Vizekönig zugleich das Amt des Präsidenten der Audiencia aus, wodurch ein weiterer Kontrollfaktor entstand, da die Vizekönige nur von der Krone selbst ernannt werden konnten.
Bogotá |
Buenos Aires |
Caracas |
Charcas |
Chile |
Cuzco |
Guadalajara |
Guatemala |
Lima |
Manila |
Mexico |
Panama |
Quito |
Santo Domingo

#### Provinzial-, Regional- und Lokalverwaltung
Die Einteilung der Provinzial-, Regional- und Lokalverwaltung war nicht eindeutig festgelegt. So überschnitten sich viele Gebiete. In der Fachliteratur finden sich unterschiedliche Definitionen der Verwaltungseinheiten und -einteilungen. Eine etablierte Gliederung ist folgende: Die Audiencias wurden als Presidencias (zur Unterscheidung der rein administrativen von rechtlich Befugnissen der Audiencias) in so genannte Gobiernos (Gouvernements) unterteilt, die wiederum in Corregimientos und Alcaldías Mayores gegliedert waren. Hinzu kamen noch die Generalkapitanate, sowie kirchliche Verwaltungseinheiten wie (Erz-)Bistümer und Ordensprovinzen.

##### Gobiernos
Die einzelnen Gouverneure bzw. Gobernadores hatten unterschiedliche administrative Stellungen und Hierarchien. Sowohl Festungskommandanten als auch Vorsitzende von städtischen Gemeinden und Leiter ganzer Provinzen wurden ebenfalls als Gouverneur tituliert. Die Gouverneure besaßen Befugnisse im Justiz-, Militär- und Finanzsektor. Ursprünglich war der Gouverneur der Leiter einer Provinz, der sich ausschließlich auf die zivile Verwaltung konzentrierte und somit nur die Weisungen des Königs umsetzen sollte bzw. deren Ausführung überwachte. Er hatte für das Allgemeinwohl in der Provinz zu sorgen, indem er Gesetze und Regulierungen für den öffentlichen Verkehr, die Wirtschaft und die Provinzbehörden erließ.
Der Gouverneur hatte auch die Befugnis einer Kontrollfunktion im Finanzsektor, jedoch nicht das Recht, selbstständig Steuereinnahmen zu tätigen, sondern sollte nur dem königlichen Finanzbeamten bei seinen Aufgaben beistehen. Später wurden auch die Kompetenzen im Bereich der Jurisdiktion fest mit dem Amt des Gouverneurs in seiner Eigenschaft als Justicias Mayores (oberster Rechtspfleger) verbunden. So oblag ihm die Rechtsprechung in erster, in manchen Fällen auch in zweiter Instanz, sowie die Kontrolle der übrigen Justizbeamten in der Lokal- und Regionalverwaltung. Damit waren die Gouverneure im zivilen Verwaltungsbereich direkt dem König unterstellt, im Bereich der Justiz allerdings dem Präsidenten der Audiencia bzw. dem Vizekönig in den Hauptstädten.
Die militärischen Befugnisse des Gouverneurs bezogen sich auf die Befehlsgewalt der Truppen und Milizverbände sowie deren Versorgung, unterstellt waren sie allerdings dem zuständigen Generalkapitän, der in erster Linie der Vizekönig war. In manchen Fällen, wie beispielsweise auf den Philippinen oder in Chile, übten die Gouverneure wegen der riesigen Entfernungen auch selbst die Funktion des Generalkapitäns aus, da nur so eine schnelle Verteidigung der Kolonien gewährleisten werden konnte. Auf Grund dieser verschiedenen Funktionen kam es vor, dass ein Gouverneur mehrere in der Regel räumlich voneinander getrennte Vorgesetzte aufsuchen musste. So war beispielsweise der Gouverneur von Santiago de Cuba militärisch dem Generalkapitän von Havanna unterstellt, in seiner Funktion als Justicia Mayor dagegen dem Präsidenten der Audiencia in Santo Domingo auf Hispaniola.

##### Corregimientos und Alcaldías Mayores
Mit der Gründung des Vizekönigreiches Neuspanien begann man schon 1535 in der Regional- und Lokalverwaltung nach dem Vorbild der kastilischen Munizipalverwaltung so genannte Corregimientos in den Indianergemeinden zu errichten, die die Herrschaft der Encomenderos über die Indianer beenden bzw. sie einschränken sollte, was auch teilweise gelang. Dabei unterschied man zwischen den Corregidores de Indios, die den Indianergemeinden vorstanden und den Corregidores de Españoles, dem die spanischen Städte zugeteilt waren (siehe Stadtverwaltung weiter unten).
Der Corregidor war nun der oberste Kolonialbeamte in den einzelnen Gemeinden und Städten. Daneben existierte auch noch das Amt des Alcalde Mayor, das nur in Neuspanien eingeführt worden war und ähnliche Befugnisse und Kompetenzen aufwies. Zunächst war es der Plan, alle Corregidores abzulösen und durch Alcaldes Mayores zu ersetzen. Diese sollten Juristen sein und einem aus mehreren Indianergemeinden gebildeten Bezirk vorstehen, in dem sie die Jurisdiktion und die Polizeigewalt auszuüben hätten. Durch diese Auflösung der Corregimientos hätte man allerdings die direkte Kontrolle über die Indianermunizipien verloren, so dass man sich entschloss, sie bei gleichzeitiger Einführung des Alcaldes Mayores beizubehalten. So wurden schließlich zwischen 1550 und 1570 40 Provincias Menores („untergeordnete Provinzen“) eingerichtet, denen jeweils ein Alcalde Mayor vorstand und sich aus mehreren Corregimientos zusammensetzte. Neuspanien war es im Gegensatz zu Peru damit gelungen, eine effektive Bezirksverwaltung aufzubauen, in der die Kompetenzen zwischen Lokal- und Regionalverwaltung klar getrennt waren. Durch den raschen Bevölkerungsrückgang der Indianer wurden allerdings viele vorher schon eingerichtete Corregimientos nicht wieder besetzt, da die Krone durch die damit verbundenen Einbußen bei den Tributzahlungen nicht mehr im Stande war, alle Beamten ausreichend zu bezahlen. So ging man dazu über, den Großteil der Corregimientos an die Alcaldes Mayores anzuschließen. Durch diese Ämtervermengung verwischte sich der Unterschied zwischen Lokal- und Regionalverwaltung, eine klare Trennung war in der Folgezeit nun kaum mehr möglich. Der Alcalde Mayor agierte nun ebenso wie die Corregidores als eine Art Bezirksgouverneur der untersten Verwaltungsebene, der weitgehend dieselben Funktionen innehatte wie der vorher geschaffene Corregidores de Indios. Bereits im 17. Jahrhundert wurde dann kaum mehr zwischen den beiden Ämtern unterschieden und derselbe Bezirk mal als Corregimiento mal Alcaldía Mayor bezeichnet. Auch das Prinzip, nur Juristen mit diesen Aufgaben zu betreuen, wurde aufgegeben. Die Befugnis zur Ernennung der Beamten ging in der zweiten Hälfte des 17. Jahrhunderts an die Krone über.
Die meisten verschiedenen Alcaldes Mayores und Corregidores wiesen auch militärische Funktionen auf. Sie hatten ein Mitspracherecht bei der Ernennung zum Capitán de Guerra (Kriegskapitän) und zum Teniente de Capitán General (Vizegeneralkapitän) oder wurden selbst in diese Ämter erhoben. Diese Ämter spielten allerdings nur eine untergeordnete Rolle und kamen meist nur bei Indianerunruhen zum Tragen, wenn beispielsweise Miliztruppen aufgestellt werden sollten. Die einzelnen Ernennungen wurden jedoch stets beibehalten, da die Beamten durch den „Mehraufwand“ ihrer Tätigkeiten das Recht hatten, zusätzliche Abgaben zu erheben und sie auf diese lukrativen Nebeneinnahmen nicht verzichten wollten.
Alle Beamten waren durch den kargen Lohn, den sie von der Krone erhielten, auf Nebeneinkünfte angewiesen, da sie sonst dem ihren Stand entsprechenden Lebensstandard nicht halten konnten. Korruption, Amtsmissbrauch und Schuldengeschäfte waren an der Tagesordnung. Die häufigste zusätzliche Einnahmequelle war der Handel mit den Bewohnern der einzelnen Bezirke. Sie kauften durch städtische Großhändler unter Vorauskasse regionale Produkte auf oder verkauften auf Kredit städtische Waren. Es gelang ihnen dabei auf Grund ihrer staatlichen Autorität, Monopole herauszubilden und diese zu missbrauchen. Die Krone verbot zwar diese Art der „Geldbeschaffung“, verkaufte aber ihrerseits ebenfalls die Ämter und setzte auch noch den Kaufpreis des Amtes in Relation zu dessen Einnahmen fest. Die Folge dieser Doppelbödigkeit war, dass die Ämter in den Bezirken zu Handelsobjekten wurden, deren Beurteilung ausschließlich nach den Ertragschancen erfolgte. Durch diese Verhältnisse war die gesamte Bezirksverwaltung eigentlich ineffizient und unfähig, die Indianer in die Kolonialverwaltung zu integrieren, da die zuständigen Beamten vorwiegend persönliche Interessen verfolgten.

##### Verwaltung der Städte
Die Verwaltung der neu gegründeten Städte erfolgte nach kastilischem Vorbild. Es wurde ein Stadtrat, der so genannte Cabildo, in jeder Stadt eingerichtet, der sich aus den Ratsmännern, den Regidores, zusammensetzte. Die personelle Zusammensetzung dieses „Stadtgremiums“ wurde entweder durch Wahl, durch Losentscheid oder auf Vorschlag des Gouverneurs entschieden. Seit der zweiten Hälfte des 16. Jahrhunderts oblag ausschließlich dem Cabildo die städtische Verwaltung. Die Zusammensetzung hing von der Größe und dem Status der Städte ab. Die kleineren Städte mit dem Stadtrecht einer Villa hatten nur sechs Regidores, während die größeren Städte mit dem Titel einer Ciudad die doppelte Anzahl aufwiesen.
Das Ehrenamt des Regidors wurde bereits unter Philipp II. ein käuflicher Titel, der an den meistbietenden verkauft wurde und vom Käufer entweder weiterverkauft oder vererbt werden konnte. Die Regidores hatten neben den Ratsgeschäften auch andere fixe Ämter, wie das des Alférz Real, dem königlichen Bannerträger, der bei öffentlichen Feiern befugt war, die Flagge zu tragen. Als Alguacil Mayor war ein Regidor zuständig für die städtischen Gefängnisse und übte auch die Polizeigewalt aus.
Alle Fragen in Bezug auf die Stadt wurden durch Mehrheitsbeschluss entschieden, ebenso die Besetzung der Magistratsämter und die Gehälter der übrigen Stadtbeamten. Den Vorsitz über den Cabildo führte der Corregidor de Españoles bzw. der Alcalde Mayor oder in besonderen Fällen auch der Gouverneur, wenn die jeweilige Stadt dessen Amtssitz war. Diese königlichen Amtspersonen hatte zwar im Rat kein Stimmrecht, jedoch konnten sie durch ein Vorschlags- und Vetorecht erheblich auf die Beschlüsse einwirken. Dies zeigte sich vor allem in der Wahl der verschiedenen städtischen Amtsinhaber, die ordnungsmäßig bestätigt werden mussten, ehe eine der gewählten Personen sein Amt antreten konnte.
Es existierten zudem noch zwei auf ein Jahr gewählte Stadtrichter, die Alcaldes Ordinarios, die nicht Mitglied des Magistrats zu sein brauchten und ebenso wie die königlichen Beamten die Rechtsprechung in erster Instanz ausübten. Die städtische Bevölkerung konnte also zwischen mehreren Gerichten wählen. Der erste der beiden Stadtrichter hatte auch das Recht, bei Verhinderung des Gouverneurs oder des Corregidor/Alcalde Mayor diesen zu vertreten und zwar nicht nur in der Funktion des königlichen Beamten, sondern auch über die Regierung der gesamten Provinz/Bezirk, sofern in diesem Gebiet keine Audiencia bestand. Die übrigen Stadtämter, die oftmals vom Entwicklungsstand der einzelnen Städte abhingen, waren unter anderem der Mayordomo, eine Art Finanzstadtrat, der die steuerliche Abgabenregelung und die Finanzverwaltung innehatte oder der Procurador General, der die Aufgaben eines stadträtischen Rechtsanwaltes übernahm und in Streitfällen für das „rechtliche Allgemeinwohl“ der Stadt zu sorgen hatte. Auch der gesamte Schriftverkehr zwischen Krone und Stadt sowie den übrigen Kolonialbehörden oblag ebenfalls seinem Amtsbereich. Ein weiteres sehr angesehenes Amt war das des Stadtschreibers bzw. -notars. Dieser als Escribano de Cabildo bezeichnete Stadtbeamte war Protokollführer bei den Ratssitzungen sowie Leiter des Stadtarchivs. Die wirtschaftlichen Angelegenheiten der Stadt wurden durch den Fiel Ejecutor wahrgenommen. Er war für die Versorgung der Städte mit Lebensmitteln zuständig, was vor allem für die ärmere Stadtbevölkerung wichtig war, auch die Wirtschaftsgerichtsbarkeit sowie die Festlegung von einheitlichen Maßen und Gewichten oblag seinem Amtsbereich.
Durch die Käuflichkeit aller dieser Ämter verfielen die Städte zu Beginn des 18. Jahrhunderts zunehmend, da die Stadtverwaltung eher an der Sammlung prestigeträchtiger Ämter interessiert war als am Wohlergehen der Stadt. Im Zuge des aufgeklärten Absolutismus versuchte die Krone, die städtische Verwaltung wieder effizienter zu gestalten. So wurden die Stadtfinanzen direkt der Krone unterstellt, indem man in den Hauptstädten der Vizekönigreiche eine eigene Finanzbehörde schuf, die allgemein die städtischen Finanzen überwachen sollte und für jede Stadt einen eigenen Finanzplan erstellte. Durch die Ernennung von so genannten Ehrenstadträten, den Regidores Honorarios, und einem besonderen Anwalt, der die Interessen der Bevölkerung vertreten sollte, wollte man das Vertrauen in die Stadtverwaltung wiederherstellen. Da allerdings sämtliche Ämter nach wie vor von dem Cabildo bestimmt wurden, änderte sich in der Praxis äußerst wenig. Erst mit den Bourbonischen Reformen gelang eine erfolgreiche Reurbanisierung.

#### Generalkapitanate
Zur Sicherung der spanischen Herrschaft wurden auch Militärbezirke, die so genannten Capitanías Generales (Generalkapitanate) in den beiden Vizekönigreichen installiert. In der Regel war der Vizekönig auch Generalkapitän. Nur in einigen militärisch problematischen Provinzen, wie in Chile oder auf den Philippinen, wurde das Amt des Gouverneurs mit dem des Generalkapitäns verbunden, um ein effizientes Eingreifen gewährleisten zu können, denn auf Grund der großen Entfernungen dauerte es oft Tage und Wochen bis Kuriere die Genehmigungen und Befehle des Vizekönigs überbrachten.
Mit dem Amt des Generalkapitäns war allerdings nicht nur der Oberbefehl der im Kapitanat befindlichen Truppen verbunden, sondern auch das gesamte Nachschub- und Ausrüstungswesen sowie die Militärjurisdiktion. Im Falle von militärischen Bedrohungen fremder Mächte oder bei anderen kriegerischen Auseinandersetzungen hatte der Generalkapitän alle erforderlichen Maßnahmen in seinem Bezirk durchzuführen, um die Kolonien zu schützen und zu verteidigen. Dazu musste er sich allerdings mit den anderen auf gleicher Hierarchieebene befindlichen kolonialen Behörden absprechen, so dass im Falle des Kriegszustandes meist eine Junta de Guerra (Kriegsrat) einberufen wurde. Hier konnten dann alle erforderlichen Maßnahmen koordiniert werden.
In der militärischen Jurisdiktion musste der Generalkapitän einen so genannten Auditor de Guerra ernennen, dem er bei der Urteilsfindung zu folgen hatte, dieser war entweder ein Mitglied der Audiencia, wenn der Generalkapitän auch Präsident einer solchen war, oder ein Jurist nach Wahl.

### Kolonialbehörden im Mutterland

#### Casa de Contratación
Die Casa de Contratación war eine Art Handelskammer, die 1503 auf Betreiben des Erzbischofs von Burgos, Juan Rodríguez de Fonseca, in Sevilla gegründet wurde. Die Kammer genehmigte Reisen in die Neue Welt, war für die Organisation der Flotte sowie deren Bewegungen und Verwaltung verantwortlich und nahm die Einkünfte aus dem Handel mit den Vizekönigreichen in Empfang. Darüber hinaus übernahm sie auch die Funktion einer Einwanderungs- und Zollbehörde. Alle Schiffe und Menschen, die aus der Neuen Welt in Spanien ankamen, fielen unter ihrer Gerichtsbarkeit. Ebenso die Strafsachen im Steuer- und Handelssektor. Die Auswanderung nach Amerika wurde über diese Institution geregelt, indem nur jene Personen auswandern durften, die die „Reinheit des Blutes“ aufwiesen, also keine Juden, Moslems oder Konvertiten („Conversos“) waren. Zu Beginn waren auch Untertanen der Länder der Krone von Aragón ausgeschlossen.
Als spanisches Gegenstück zur portugiesischen „Casa da Índia“ war sie auch ein Navigationszentrum, in dem Kenntnisse über neue Reiserouten gesammelt wurden. In dieser Funktion ernannte die Casa de Contratación einen „piloto mayor“, eine Art Obersten Marinebeauftragten, dessen Aufgabe in der Sammlung nautischer Informationen über die Westindischen Inseln und Amerika bestand.

#### Consejo de Indias
Parallel zur Casa de Contratación entwickelte sich im „Consejo de Castilla“, dem kastilischen Kronrat, eine Kommission unter dem Vorsitz des Erzbischofs von Burgos heraus, die sich ausschließlich mit Amerika-Fragen auseinandersetzte. Bereits um 1516 mit dem Tod König Ferdinands II. von Aragón erhielt sie den Namen „Consejo de Indias“, also Indienrat, da man zunächst annahm, Kolumbus hätte Indien entdeckt. Trotz der späteren Erkenntnis, dass es sich hier um einen neuen Kontinent handelt, behielt man den Namen bei. Erst 1523 wurde der Indienrat aus dem Kronrat ausgegliedert und als eigene Behörde mit umfassenden Befugnissen gegründet. Diesem waren fortan sowohl die Casa de Contratación als auch sämtliche spanische Kolonien in der Neuen Welt und Asien unterstellt. Ihm oblag auch die oberste Gerichtsbarkeit in allen Straf- und Verwaltungsangelegenheiten in Spanisch-Amerika und Asien. Außerdem übernahm er legislative und exekutive Funktionen innerhalb der spanischen Monarchie. 1595 erweiterte man den Rat noch um die „Junta de Hacienda de Indias“, die sich mit allen ökonomischen Themen befasste. Schließlich entschied man sich, die militärische Verteidigung der Kolonien ebenfalls einem eigenen Ratskollegium anzuvertrauen, der 1597 gegründeten „Junta de Guerra de Indias“.
Der Indienrat setzte sich aus einem Präsidenten, ungefähr zwölf Räten sowie einem geordneten Personal zusammen. Die Ämter umfassten unter anderem einen Großkanzler, einen Schatzmeister, zwei Sekretäre, einen Schreiber, einen Kosmographen, einen Chronisten und einen Armenanwalt. Seine Mitglieder waren überwiegend Juristen, Theologen oder andere Gelehrte meist bürgerlicher Herkunft und wurden ausnahmslos von der Krone berufen. Die durch gemeinsame Sitzungen gefundenen Beschlüsse wurden in einer „consulta“, einer Art Gutachten, dem König unterbreitet. Sofern der König das Gutachten bestätigte, erarbeitete der Rat einen Gesetzestext, der dann als „real cédula“ (königlicher Erlass) bezeichnet wurde. Dies war die übliche Vorgehensweise für gesetzliche Anordnungen. Darüber hinaus existierte auch noch die „real provisión“, ein Gesetzestyp der besonders feierlich nur den „Cortes“ (kastilische Ständeversammlung) verkündet und mit deren Beschlüssen gleichgesetzt wurde. Zu erwähnen sind noch die königlichen Briefe („cartas reales“), die ebenfalls rechtlich bindend waren. Mit diesen Briefen entschied der König oft direkt ohne den Indienrat über behördliche Angelegenheiten in den Kolonien.
Durch diese unübersichtliche Flut von Gesetzen und Briefen wurde deren Ausführung immer problematischer, so dass man begann, aus den Einzeldokumenten Gesetzesbücher zu entwerfen. Diese hätten dann in den gesamten Kolonien Gültigkeit haben sollen, aber erst 1596 kam mit dem „Cedulario Indiano“ eine Gesamtschrift mit 3500 Gesetzen heraus, die bis zu den bourbonischen Reformen als gesetzliches Standardwerk benutzt wurde.

## Kolonialverwaltung unter den Bourbonen

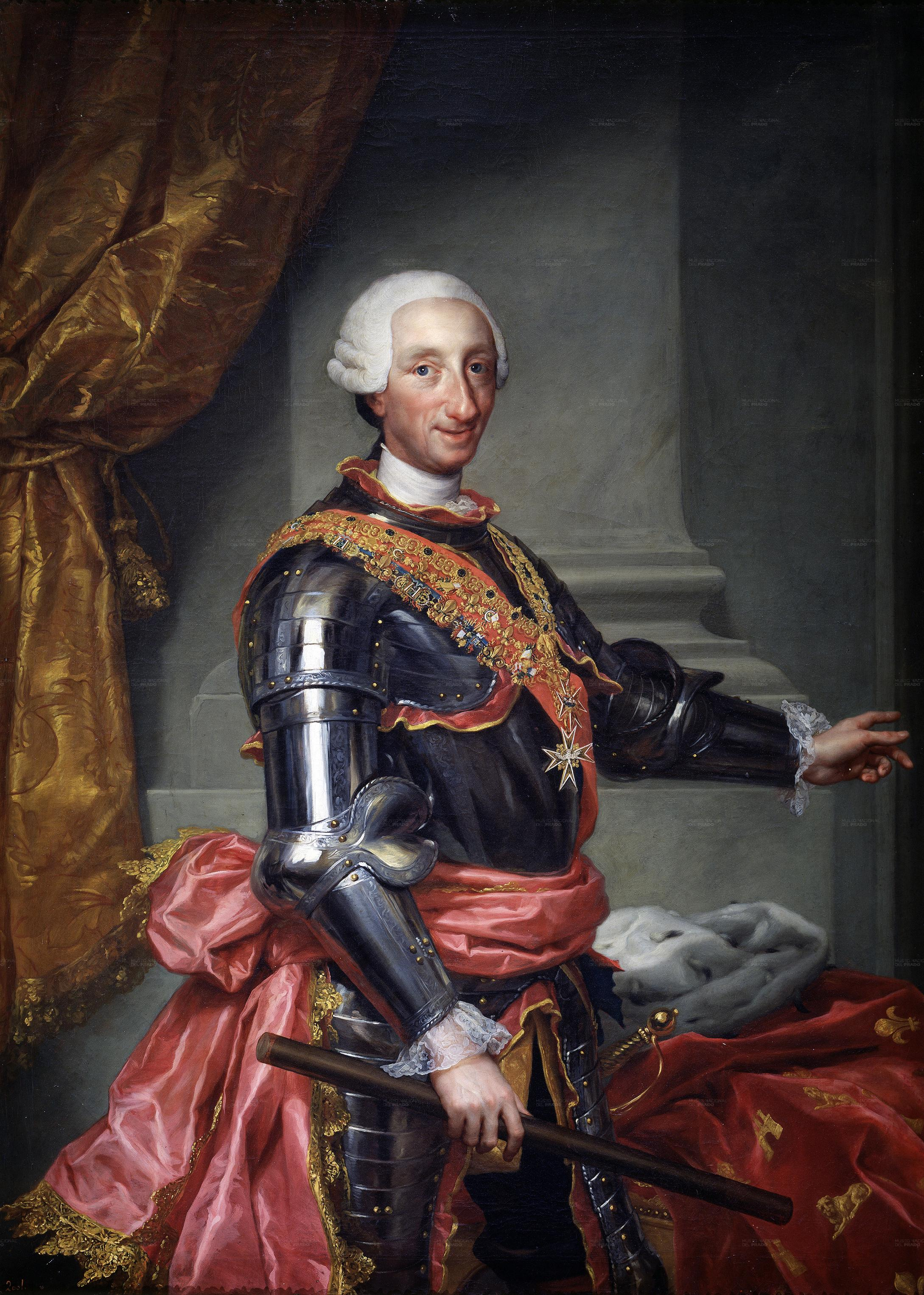
Karl III. von Spanien, Initiator der so genannten bourbonischen Reformen

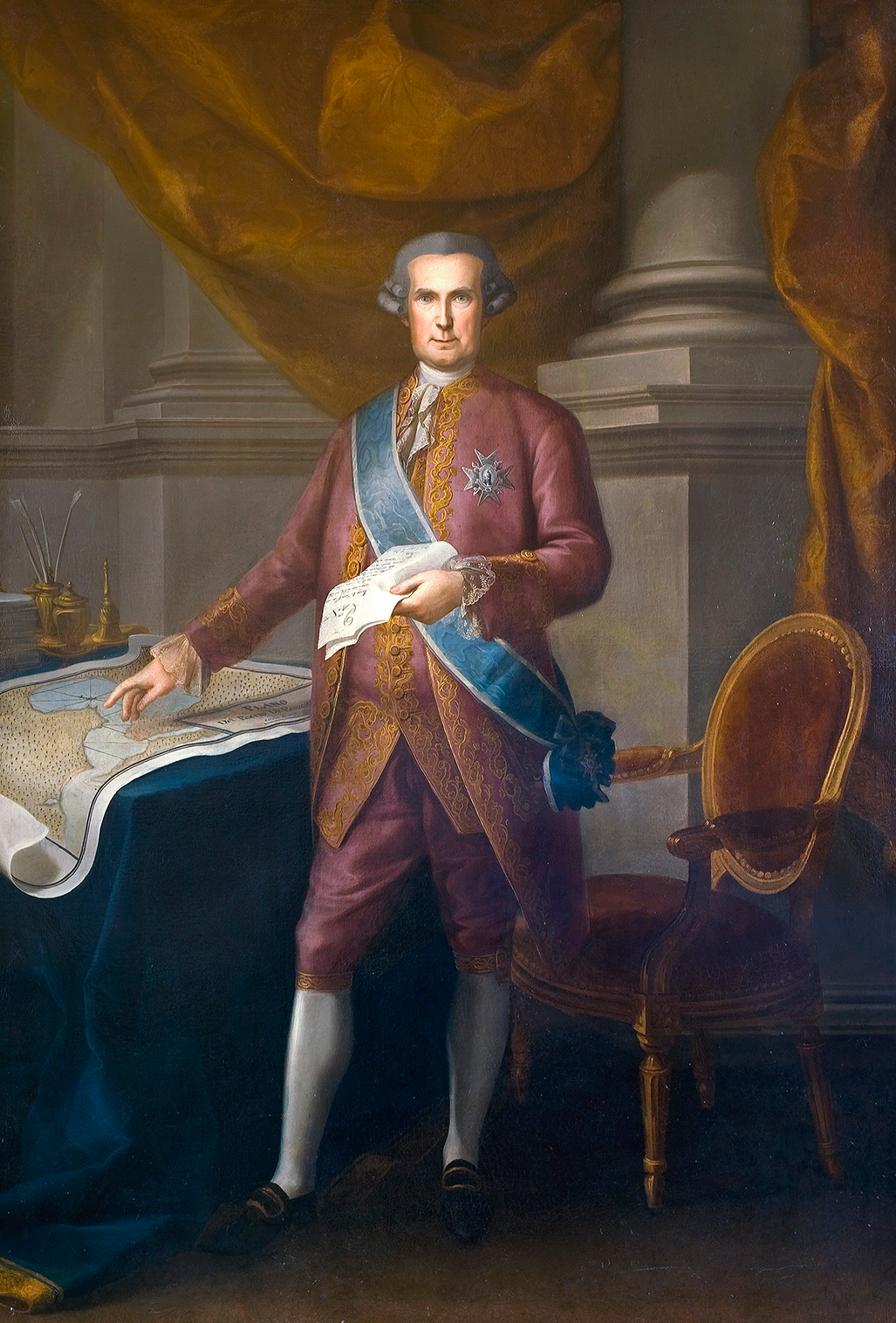
„Indienminister“ José de Gálvez y Gallardo

Im Zuge des Spanischen Erbfolgekrieges, in dem der habsburgisch-französische Gegensatz wieder deutlich zum Vorschein kam, gelang es der französischen Herrscherdynastie der Bourbonen, den spanischen Thron zu erobern. Der Dynastiewechsel löste in den spanischen Kolonien keine besonderen Proteste aus, sondern wurde weitgehend als solcher akzeptiert, da man zunächst annahm, die Bourbonen würden das habsburgische Verwaltungssystem beibehalten. Zunächst schien es auch so, als würde der neue bourbonische König Philipp V. die Kolonien in der Neuen Welt kaum beachten und sich mehr auf das spanische Mutterland konzentrieren. Erste Reformen veränderten den habsburgischen Behörden- und Beamtenapparat von Grund auf und ermöglichten damit eine straffe Verwaltung der Provinzen im Mutterland.
Dieses neue Konzept, später als Intendantensystem bezeichnet, wurde dann unter Karl III. allmählich auch auf die Kolonien in der Neuen Welt übertragen. Naturgemäß führte dies zu Konflikten mit dem etablierten Kolonialbeamtentum, da dieses neue System ihre Macht gefährdete. Diese neuen Konzepte waren aus der Sicht der Bourbonen notwendig, denn das spanische Kolonialsystem wies seit dem ausgehenden 17. Jahrhundert zunehmend Stagnierungseigenschaften auf und offenbarte sich im erhöhten Maße als ineffizient und träge, was zu Gebietsverlusten in der Karibik und Südamerika an die aufstrebenden Engländer, Franzosen und Holländer führte. Bis zum Regierungsantritt von Karl III. beschränkte man sich allerdings in Madrid nur auf den Erlass neuer Gesetze und Rahmenbedingungen, welche den Ämterkauf und die um sich greifende Korruption bekämpfen sollten, was allerdings nur entfernt gelang.
Wichtig in dieser frühen Phase der bourbonischen Reformvorhaben war auch das Verbot des Encomienda-Systems, das trotz Einführung des Repartimiento in einigen Gegenden immer noch angewendet wurde. Auch diese Maßnahme wurde in den Kolonien kaum beachtet, da es wiederum den Einfluss gewisser Personenkreise gefährdet hätte, so dass es schließlich weitgehend beim undurchlässigen habsburgischen System blieb.
Die eigentliche Reformwelle setzte dann erst mit Karl III. ein, der zusammen mit seinem „Indienminister“ José de Gálvez y Gallardo die kolonialen Verwaltungsstrukturen in Spanisch-Amerika grundlegend verändern wollte.

### Teilung des Vizekönigreiches Peru
Auf Grund seiner Größe erwies sich das Vizekönigreich Peru zunehmend als ineffizient und wirtschaftlich stagnierend. Auch in militärischer Hinsicht konnte es den Engländern, Franzosen und Niederländern, die sich in der Karibik und im Nord-Osten Südamerikas festgesetzt hatten, kaum etwas entgegensetzen. Die Karibik hatte sich seit dem 16. Jahrhundert zu einer Drehscheibe des Welthandels und damit auch zu einem Herd der international agierenden Piraterie entwickelt.

#### Vizekönigreich Neugranada
Erstmals 1717 und endgültig 1739 schuf man eine neue administrativ-politische Einheit, das so genannte Vizekönigreich Neugranada mit Bogotá als Hauptstadt. Diese neue politisch-administrative Einheit sollte nun vor allem die Sicherung der karibischen Handelswege gewährleisten und den angestammten Kolonialbesitz gegen fremde Mächte verteidigen sowie den Isthmus von Panama überwachen.

#### Vizekönigreich Río de la Plata
Im Süden Perus kam es zu erheblichen militärischen Problemen, da die Portugiesen von Brasilien aus versuchten, ihre Einflusszonen zu erweitern. Permanentes Streitobjekt war vor allem die Colonia del Sacramento, die mehrmals den Besitzer wechselte. Hinzu kamen auch noch die Eigenmächtigkeiten der dort angesiedelten Jesuitenreduktionen, die allmählich einen Staat im Staate bildeten.
Im Jahre 1776 entschloss man sich dann schließlich das Vizekönigreich Peru weiter zu verkleinern, indem man im Süden ein viertes Vizekönigreich, das so genannte Vizekönigreich Río de la Plata installierte. Diese neue Verwaltungseinheit war nicht nur aus militärischen Überlegungen wegen der nach Westen vordringenden Portugiesen sowie der Präsenz der Briten im Südatlantik geschaffen worden, sondern damit war auch eine wirtschaftliche Neuorganisation in Hochperu und im Gebiet des Río de la Plata verbunden. Die Silberausfuhr wurde ab sofort nicht mehr über Lima, sondern von Hochperu über Buenos Aires abgewickelt. Dies bedeutete einen herben Verlust für Limas Kaufleute und trieb das einst so reiche Peru an den Rand Spanisch-Amerikas.

### Verwaltungsreformen
Mit dem Regierungsantritt Karls III. ging man in der Regional- und Lokalverwaltung neue Wege, um die unübersichtliche und damit ineffizient gewordene habsburgische Verwaltung mit dem so genannten Intendantensystem grundlegend zu reformieren. Dabei ist eine eindeutige Zentralisierung zum spanischen Mutterland hin erkennbar. Als ersten Schritt verfügte Karl die Neuaufteilung der Provinzen in den Vizekönigreichen, wobei man die Gobiernos an den Grenzgebieten aus militärischen Überlegungen beibehielt. 1782 machte Río de la Plata den Anfang, es folgten 1784 Peru und 1786 Neuspanien. Neugranada und die Real Audiencia de Quito wurden von der Reform ausgenommen.
Jeder dieser nun als Intendencias (Intendanturen) bezeichneten Provinzen stand ein direkt vom König ernannter Bevollmächtigter (Intendant) vor. Im Gegensatz zum vorhergegangenen Amt des (Provinz)Gouverneurs, der nur die zivil-politische Führung innehatte, oblag dem Intendanten nun die gesamte provinzielle Finanzverwaltung. Er hatte jedes Jahr eine Visitation in seiner Provinz durchzuführen, um die Landesentwicklung voranzutreiben und mögliche Missbräuche abzustellen. Auch die Jurisdiktion wurde neu geregelt, so war der Intendant im Gegensatz zum Gouverneur nicht mehr befugt, Recht zu sprechen. Für diese Aufgabe ernannte die Krone einen „Stellvertreter“ des Intendanten, der als Asesore Letrados (Assessor) nun die Jurisdiktion in den Provinzen übernahm und dem der Intendant bei juristischen Fragestellungen Folge leisten musste. Des Weiteren wurde das Amt des Intendanten zeitlich befristet und mit einem verhältnismäßig hohen Gehalt abgegolten, was dem um sich greifenden Amtsmissbrauch vorbeugen sollte.
Parallel dazu wurde auch die Bezirks- und Stadtverwaltung reformiert. Die Ämter des Alcaldes Mayores und Corregidores wurden abgeschafft und durch die so genannten Subdelegados ersetzt, die nicht mehr von der Krone, sondern vom zuständigen (Provinz)Intendanten eingesetzt wurden. Auch bei den Subdelegados wurde die Rechtsprechung abgekoppelt und Ortsrichtern (Alcaldes) übertragen. Zur Erzeugung eines Verantwortungsgefühls für das Gemeinwohl sollten Subdelegados und Alcaldes nicht, wie vorher üblich, landesfremde von der Krone ernannte Kolonialbeamte sein, sondern aus der lokalen Oberschicht stammen und ihre Ämter ehrenamtlich ausüben. In Dörfern, die auf Grund ihrer Größe und dem indianischen Bevölkerungsanteil über keine eigenen Alcaldes verfügten, übte der Subdelegado ausnahmsweise auch die Rechtsprechung aus. In allen anderen Verwaltungen, war er eine Art kommissarischer Leiter, der nur die Verantwortung für die Finanzverwaltung besaß und die Versorgung der Truppen zu gewährleisten hatte.
Auch im Rahmen der obersten Kolonialverwaltung zeichneten sich viele Neuerungen ab. So war man bestrebt, die Kompetenzen der Vizekönige erheblich zu beschneiden. Unter anderem wurde ihnen die Militär- und Finanzverwaltung entzogen, die den direkt von der Krone ernannten Heeres- und Finanzintendanten unterstellt wurde. Es kam also nun zu einer Aufteilung der Verwaltung in zwei voneinander unabhängige Geschäftsbereiche, der eine umfasste alle Angelegenheiten der zivilen Regierung und der Jurisdiktion, der andere beschäftigte sich mit der Militär- und Finanzverwaltung sowie den Wirtschaftsagenten. Der Vizekönig blieb zwar Oberhaupt der Vizekönigreiche, hatte sich aber stets mit den Finanz-, Heeres- und Superintendanten (Justiz) zu besprechen. Des Weiteren war es ihm untersagt sich in die Angelegenheiten der Intendencias einzumischen.
Durch diese Maßnahmen verloren die Vizekönige auch die Doppelfunktion als Provinz- und Generalgouverneure. Dies sollte dazu führen, dass sich die Vizekönige ausschließlich auf politische Führung konzentrierten und die rein administrativen, militärischen und fiskalen Aufgaben geschultem Fachpersonal überließen.

### Umstrukturierung der Kolonialbehörden
Neben den Verwaltungsreformen wurden auch die Kolonialbehörden in Spanien einer Umstrukturierung unterzogen. Nach über 200-jährigen Bestehen wurde von König Karl III. die Casa de Contratación abgeschafft, da man einen einzigen Monopolhafen bzw. eine Monopolbehörde im Zuge des comercio libre als eine Behinderung des Warenverkehrs und damit auch der Wirtschaftlichkeit ansah. Der Consejo de Indias blieb zwar als Kolonialbehörde bis 1834 bestehen, abgesehen von einer kleinen Unterbrechung während der napoleonischen Kriege, verlor aber deutlich an Ansehen und Bedeutung. 1714 wurden seine legislativen und administrativen Aufgaben ausgegliedert und ab 1717 immer mehr seiner Kompetenzen an das neu geschaffene „Secretaría de Marina e Indias“ übertragen, das die Bourbonen schließlich zur zentralen Kolonialbehörde ausbauten.

### Scheitern der Reformen
Mit allen diesen Reformen wollte die Krone im Zuge des aufgeklärten Absolutismus eine straff durchorganisierte Verwaltung aufbauen, die allerdings auf zahlreichen Widerstand stieß und daher nur unzureichend umgesetzt wurde. Die Vizekönige sahen ihre Macht durch die neuen (Super)Intendanten gefährdet und verweigerten daher jede Zusammenarbeit bzw. waren nicht bereit auf Kompetenzen zu verzichten. Auch die (Provinz-)Intendanten stießen bei der Umformung der Bezirks- und Lokalverwaltung auf heftigen Widerstand der lokalen Oberschicht, da diese nicht bereit war, neue Ämter zu übernehmen, bei denen sich keine finanziellen oder sonstigen Vorteile ergaben, die im Gegenteil nur mit Belastungen verbunden waren. So ergab es sich, dass die Reformen schrittweise wieder zurückgenommen wurden, und man sich gezwungen sah, das alte System wieder einzuführen. 1787 wurden die Befugnisse des neu geschaffenen Amts des Superintendanten wieder an die Vizekönige übertragen. Die (Provinz-)Intendanten wiederum entwickelten sich zu bloßen Ausführorganen der Vizekönige ohne persönlichen Handlungsspielraum. In der Bezirks- und Stadtverwaltung bekamen die Subdelegados allmählich wieder dieselben Funktionen wie die vorher abgeschafften Alcaldes Mayores und Corregidores.
Die Reformvorhaben der Krone waren in den wichtigsten Punkten gescheitert und beschleunigten damit nur den Abnabelungsprozess der kreolischen Oberschicht vom spanischen Mutterland. Die neuen unabhängigen Staaten an den Grenzen der Vizekönigreiche bzw. Provinzen orientierten sich an dem bourbonischen Verwaltungssystem und integrierten es größtenteils in ihre eigene Staatsstruktur.

## Koloniale Wirtschaftspolitik

### Habsburgische Wirtschaftspolitik
Die habsburgische Wirtschaftspolitik in der Neuen Welt und Asien zielte darauf ab, dem königlichen Fiskus Einnahmen für Zwecke der europäischen Machtpolitik zuzuführen. Dazu zählten Monopole der Krone, wie das Bergregal und das Salzregal, das gewinnbringend an interessierte Unternehmer verliehen werden konnte. Die Fertigwarenproduktion etwa von Wein, Branntwein und Textilien war dem Mutterland vorbehalten. Spanisch-Amerika importierte zwar Wein, Branntwein, Textilien und Metallwaren, entwickelte aber auch eine eigene Produktion und einen intensiven inneramerikanischen Handel. Im Agrarbereich lieferten die zahlreichen Haziendas Lebensmittel für die großen Hauptstädte Mexiko-Stadt und Lima sowie für die wichtigen Bergbauzentren Zacatecas und Potosí.

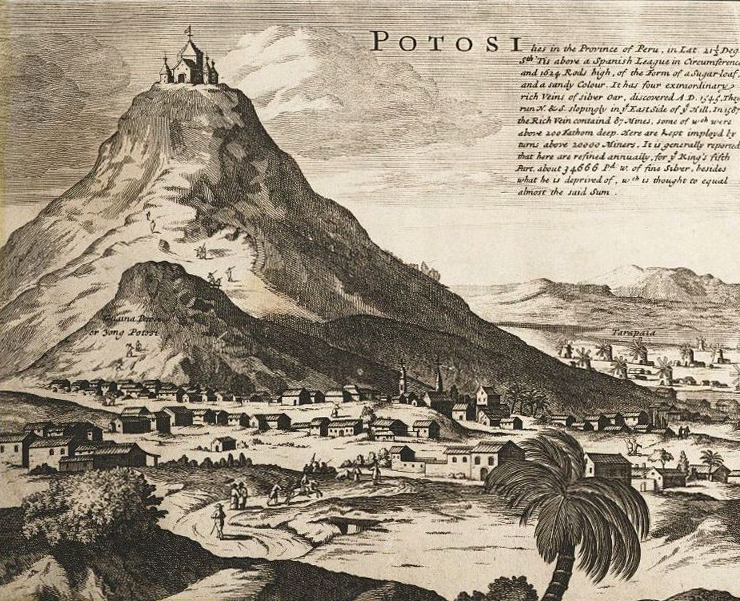
Potosí, Zentrum des spanischen Silberabbaus

Von entscheidender Bedeutung für das spanische Wirtschaftssystem war aber der Silberabbau. Das für die Extraktion des Silbers in Potosí verwendete Quecksilber kam aus Europa und Peru. Der Anteil der Krone am Silber, der nicht für die Verwaltung verwendet wurde, floss nach Spanien, hinzu kamen auch noch Einkünfte aus Verpachtungen und Realen. Die spanische Krone gab das Silber vorwiegend für Kriegskredite aus; es floss dadurch zu den internationalen Finanzplätzen in Genua und ins feindliche Amsterdam. In Spanien verblieb noch soviel, dass die Inflationsrate der europäischen „Preisrevolution“ umso höher lag, je näher man Sevilla kam. Für die Spanier war es daher billiger und für die Holländer, Franzosen und andere Länder gewinnbringender, wenn die Waren nicht in Spanien hergestellt, sondern dorthin eingeführt wurden. Dieser ökonomische Mechanismus, zusammen mit den machtpolitischen Überanstrengungen, dem Bevölkerungsrückgang durch Epidemien und der spanischen Aristokratenmentalität, führte schließlich zu einer ökonomischen Stagnation des scheinbar durch seine kolonialen Reichtümer privilegierten Landes. Das gehandelte Silber blieb allerdings nicht in den Empfängerländern, sondern es wurde zum Ausgleich von deren Handelsbilanzdefiziten mit Osteuropa, mit Indien und mit Ostasien verwendet. Es entstand ein Weltzahlungssystem, in dem Silber aus Amerika in die eine Richtung mit der jährlichen Manila-Galeone über die Philippinen und in die andere Richtung über Europa nach Indien und China strömte, wo der Silberpreis am höchsten war.

### Bourbonische Wirtschaftspolitik
Nach dem Aussterben der spanischen Habsburger gelangten die aus Frankreich stammenden Bourbonen auf den Spanischen Thron. Diese führten in der kolonialen Wirtschaftspolitik eine umfassende Reformierung durch, da sich die Kolonien, im Gegensatz zu den britischen und französischen, zunehmend als unprofitabel erwiesen. Des Weiteren war man nach dem verlorenen Siebenjährigen Krieg bestrebt, die militärischen Stellungen in den Kolonien auszubauen und die Finanzierung der imperialen Aufgaben sicherzustellen. Zu diesem Zweck mussten die staatlichen Einnahmen erhöht werden.
Der Silberproduktion wurden neue Impulse verliehen, indem deutsche Bergbauingenieure nach Mexiko und Peru geschickt wurden. Mittels neuer Institutionen, dem Tribunal de Minería (Bergbaugericht) und der Banco de Rescate, die den Bergwerksunternehmern das Silber zu günstigen Preisen abkaufte, versuchte man die Silberproduktion zu fördern.

Auch der lukrative Sklavenhandel, der inzwischen in französischen und britischen Händen lag, sollte wieder unter spanische Regie gelangen.
Auch die staatlichen Monopole für Zucker, Branntwein und Tabak blieben von der Reform nicht verschont. Es wurden Anbaugebiete für bestimmte Produkten und die Preise festgelegt. Dies stieß auf heftigen Widerstand. Die Großkaufleute in Antigua und Guatemala-Stadt ließen sich beispielsweise nicht aus dem Indigo-Geschäft in Mittelamerika verdrängen.
1765 führte man den so genannten „comercio libre“, eine Art Freihandel ein, der zu einer Dynamisierung der Wirtschaft im Kolonialreich beitrug. Dabei wurden einigen Häfen in Spanien und Spanisch-Amerika die Berechtigung erteilt, ungehindert Handel miteinander zu treiben. Im amerikanischen Raum wurde nun der Handel zwischen Kuba, Puerto Rico, Santo Domingo, Margarita sowie Trinidad erlaubt, in Spanien war es neben den schon etablierten früheren Monopol-Häfen Sevilla bzw. Cádiz (ab 1717), Barcelona und Santander, die von der neuen Regelung erheblich profitierten. 1778 wurden zwölf Häfen in Spanien und 24 in Spanisch-Amerika in dieses System einbezogen. Die bisher noch ausgeschlossenen Gebiete Venezuelas und Neuspaniens kamen 1789 hinzu. Auch der inneramerikanische Handel, der in den Jahrhunderten zuvor strengen Restriktionen unterworfen war, konnte sich nun verstärkt zwischen den einzelnen Provinzen entwickeln.
In der zweiten Hälfte des 18. Jahrhunderts begannen dann die Reformen allmählich zu greifen und man verzeichnete eine deutliche Zunahme des Warenaustausches zwischen Spanien und seinen Kolonien, sowohl im Volumen als auch an Wert. Die Silberproduktion nahm deutlich zu und ließ den durch die hohen Militärausgaben in Schwierigkeiten geratenen Fiskus aufatmen. Durch diese Reformen stabilisierte sich die Spanische Krone wirtschaftlich und konnte damit ihren Weltmachtstatus bis ins 19. Jahrhundert hinein halten.

## Konflikte mit Portugal

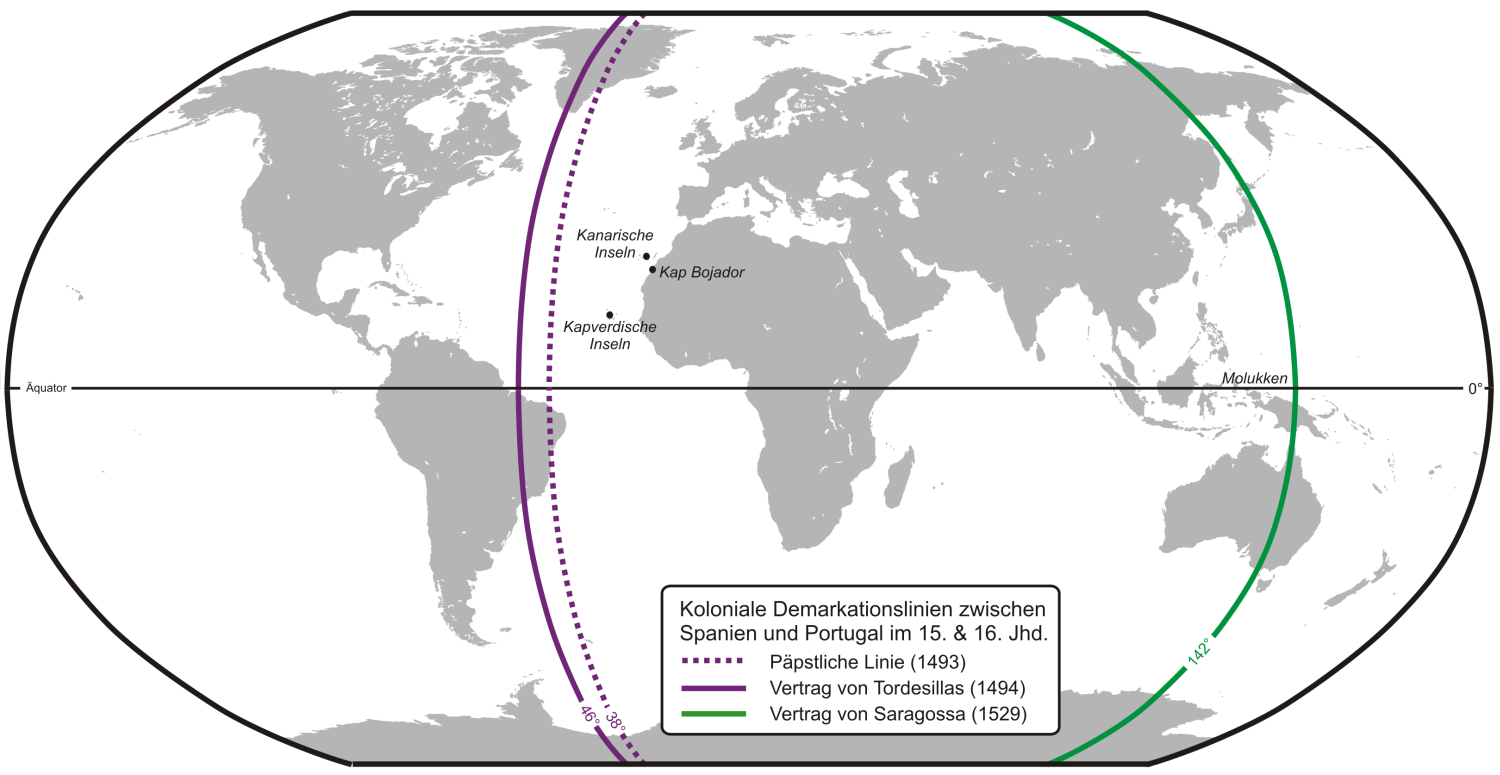
Demarkationslinien nach spanisch-portugiesischen Vereinbarungen im 15. und 16. Jhd.

Im Jahr 1494 wurde im Vertrag von Tordesillas die Welt in eine kastilische und eine portugiesische Sphäre aufgeteilt. Kastilien erhielt nun das Recht auf alle Gebiete 1770 km (370 spanische Leguas) westlich der Kapverdischen Inseln, Portugal alle östlich davon. Da es wegen des Besitzrechtes der Gewürzinseln und dem exakten Grenzverlauf zu Brasilien erneut zu Konflikten kam, wurde die Übereinkunft 1529 durch den Vertrag von Saragossa präzisiert, in dem die Demarkationslinie auf 1423 km (297,5 spanische Leguas) östlich der Gewürzinseln verlegt wurde.
Von 1580 bis 1640 vereinigte sich Portugal mit Spanien in einer Personalunion, so dass der spanischen Krone zeitweise auch die portugiesischen Kolonien zufielen. Der Vertrag von Saragossa wurde damit gegenstandslos.
Nach der Unabhängigkeit Portugals kam es erneut zu Konflikten zwischen den beiden Kolonialmächten, vor allem in Südamerika bildete die Kolonie Colonia del Sacramento (Uruguay) ein permanentes Streitobjekt. Im Vertrag von Utrecht (1713) wurde es Spanien zugesprochen und das Recht Spaniens nach erneuten Auseinandersetzungen im Vertrag von Madrid (1750) bekräftigt. Dies hielt jedoch Portugal nicht ab, das Gebiet während des Siebenjährigen Krieges erneut zu besetzen. Im Vertrag von Paris (1763) bekam dann Portugal die Oberhoheit über das Gebiet. Erst im Vertrag von San Ildefonso (1777) kam dann die Kolonie endgültig an Spanien und wurde dem Vizekönigreich Río de la Plata eingegliedert. Im gleichen Vertrag trat Portugal auch die Inseln Fernando Póo und Annobón (Äquatorialguinea) an Spanien ab.

## Rolle der Katholischen Kirche
Bereits 1478 erteilte Papst Sixtus IV. den katholischen Königen Ferdinand II. und Isabella I. im Zuge der Reconquista die Genehmigung, eine von Rom unabhängige nationale spanische Inquisition zu errichten. 1488 wurde eine staatliche Oberbehörde für die Inquisition, den so genannten Consejo de la Suprema y General Inquisición (kurz Suprema genannt) installiert. Dieser Rat verlieh der spanischen Inquisition einen staatlichen Charakter. 1501 unterstellte sich die Katholische Kirche in Spanien aus realpolitischen Gründen völlig dem Patronat der Könige, um sich der weltlichen Unterstützung für ihre missionarischen Ziele zu sichern. Damit wurden die Funktion der Religion als legitimitätsstiftendes Prinzip der spanischen Monarchen, ihre Expansion und infolgedessen eine komplexe Verbindung von Religion und Herrschaft verfestigt.
In Hispanoamerika erfüllte die Kirche eine edukativ-disziplinierende Aufgabe, deren Bedeutung für die spanische Herrschaft nicht zu unterschätzen ist. Sie verfügte über eine schnell etablierte Organisationsstruktur sowohl auf der Ebene der Bistümer und Pfarren wie auch der Mönchsorden, die an Dichte und Personalstand die königliche Verwaltung bei weitem übertraf. Franziskaner und Dominikaner begleiteten seit den Anfängen der Conquista die Spanier und ließen sich in Amerika nieder. Im Laufe der Zeit kamen auch noch die Augustiner-Eremiten und die Jesuiten, die ab 1568 in Peru und ab 1572 in Neuspanien wirkten. Der erste amerikanische Bischof erreichte 1512 Puerto Rico und bis zum Ende des Jahrhunderts wurden 31 Bistümer gegründet. 1546 wurden Santo Domingo, Mexiko-Stadt und Lima, 1564 Bogotá zum Metropolitansitz erhoben. Zur Überwachung der Rechtgläubigkeit der nichtindianischen Bevölkerung wurden 1570 in Lima, 1571 in Mexiko-Stadt und 1610 in Cartagena eigene Inquisitionsgerichtshöfe errichtet.

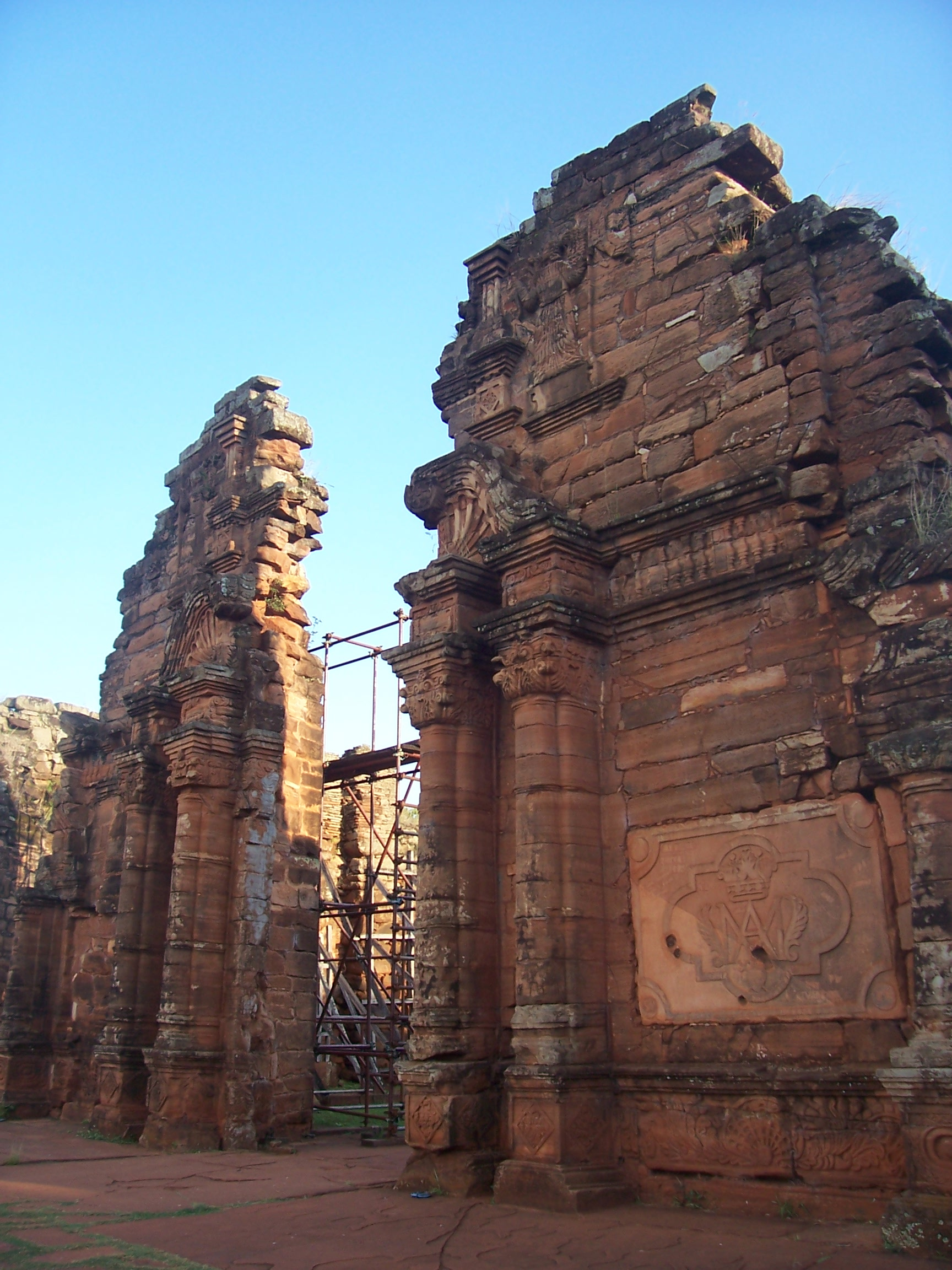
Jesuitenreduktion San Ignacio Miní

Die Indianermission gestaltete schließlich die indigenen Kulturen um. Die Einführung der christlichen Moral zur Durchsetzung der Monogamie veränderte die Familiengliederung maßgeblich und damit auch die Gesellschaftsstruktur. Eine völlige Hispanisierung wurde allerdings nicht angestrebt. Das war wegen der sprachlichen Differenzen auch nicht möglich. Eine Aufhebung der Unterschiede zwischen Indianern und Spaniern bzw. Kreolen hätte die soziale Ordnung gefährdet. Die Indianer sollten ihre Identität beibehalten; man wollte die verschiedenen indigenen Völker aber nach eigenen Vorstellungen sozialisieren. Insgesamt reagierten diese auf die katholische Missionierung mit einer beachtlichen Kreativität. Sie integrierten neue Glaubensinhalte, Werte, Regeln, Technologien und Produkte selektiv in ihren Kulturen und Gesellschaftsformen, die so – wenn auch radikal verändert – überleben konnten.
Im Zuge der bourbonischen Reformen änderte sich auch das Verhältnis der Kirche zu den Jesuiten und zum Staat. Der König warf dem Orden vor, 1766 den Madrider Hutaufstand angestiftet zu haben, bei dem die Bevölkerung, unterstützt von Teilen des Adels und des Klerus, gegen die Reformpolitik demonstrierte. 1767 wies der König die Jesuiten aus Spanien und Spanisch-Amerika aus und behauptete, sie wollten in jeder Beziehung einen Staat im Staate bilden. Nicht zuletzt die Eigenmächtigkeiten der Jesuiten im Gebiet des Rio de la Plata und des Río Paraná (Jesuitenreduktionen der Guaraní), wo Spanien und Portugal einen Grenzstreit hatten und bei dem die Patres eine eigene Politik verfolgten, führten zu diesem Konflikt.
Insgesamt mussten 2630 Jesuiten Spanisch-Amerika verlassen. Dies führte zu einer weiteren Entfremdung der Kreolen vom Mutterland, war doch die Elite Spanisch-Amerikas großteils von diesem Orden erzogen und geprägt worden.

## Niedergang des Kolonialreichs
Gründe für den Niedergang des spanischen Weltreiches waren neben den durch die Französische Revolution und die Haitianische Revolution (1791)  angefachten Unabhängigkeitskriegen auch die kolonialen Bestrebungen Großbritanniens, Frankreichs und der Niederlande, denen es gelang, die spanische Hegemonie empfindlich zu stören. Zudem beschleunigten viele Unabhängigkeitskriege der lateinamerikanischen Kolonien den Niedergang vor allem in Südamerika.

### Verlust Amerikas

Die südamerikanischen Unabhängigkeitskriege
Rot: Royalistische Reaktion
Blau: Unter Kontrolle der Separatisten
Dunkelblau: Unter Kontrolle Großkolumbiens
Dunkelblau (Mutterland): Spanien während französischer Invasionen
Grün: Spanien während des liberalen Aufstands

Durch die bourbonischen Reformen kam es vor allem in den amerikanischen Kolonien zu Rebellionen und Protesten gegen die neue Politik Madrids. Der kreolischen Führungsschicht gelang es aber nicht, die breiten Massen für eine Revolution zu gewinnen, so dass die Kolonisten der Krone zunächst treu blieben. Erst als die Krone infolge der napoleonischen Außen- und Handelspolitik Schwäche zeigte, griff der Funke des Unabhängigkeitsbestrebens auf Spanisch-Amerika über. Dies vollzog sich allerdings nicht in einer radikalen Umwälzung, sondern in vielen Orten und Provinzen in kleinen Schritten. Durch die Streitigkeiten zwischen König Karl IV. und dessen Sohn Ferdinand VII. konnte Napoleon Spanien besetzen und seinen Bruder Joseph I. auf den spanischen Thron heben. Dieser Machtwechsel wurde in den Kolonien mit Sorge verfolgt und die lokalen Eliten in den Kolonien bekundeten nach wie vor die Treue zum bourbonischen Königshaus. Eine Loslösung vom spanischen Mutterland war zunächst noch nicht erkennbar. Spanien besaß keine einheitliche Führung mehr, da sich Joseph heftigem spanischen Widerstand ausgesetzt sah. Die in Cádiz gebildete Zentraljunta, die eine konstitutionelle Monarchie etablieren wollte, war nur für ein kleines Gebiet zuständig und auch von Ferdinand VII. kamen aus dem Exil keine politischen Signale. Durch diese Situation fühlten sich die Spanier in Spanisch-Amerika unsicher und fürchteten, dass die Vizekönige eine kreolenfreundliche Politik in Angriff nehmen würden. Sie erhoben sich schließlich gegen die alte Ordnung, was wiederum zu Konflikten mit den Kreolen führte. Sie sahen eine günstige Chance für eine Unabhängigkeit. Entgegen den bisherigen Treuebezeugungen war für die Kreolen nun der Zeitpunkt gekommen, sich von Spanien bzw. von der verfassungsgebenden Versammlung der Junta in Cádiz loszusagen. Die Junta lehnte eine völlige Gleichstellung der Kreolen mit den Spaniern jedoch ab. Durch die Unterbrechung der Handelswege litt besonders Spanisch-Amerika. Schließlich radikalisierte sich die Bewegung so, dass 1810 der Vizekönig des Río de la Plata in Buenos Aires abgesetzt wurde und kurze Zeit später dann sogar die Unabhängigkeitserklärung folgte.

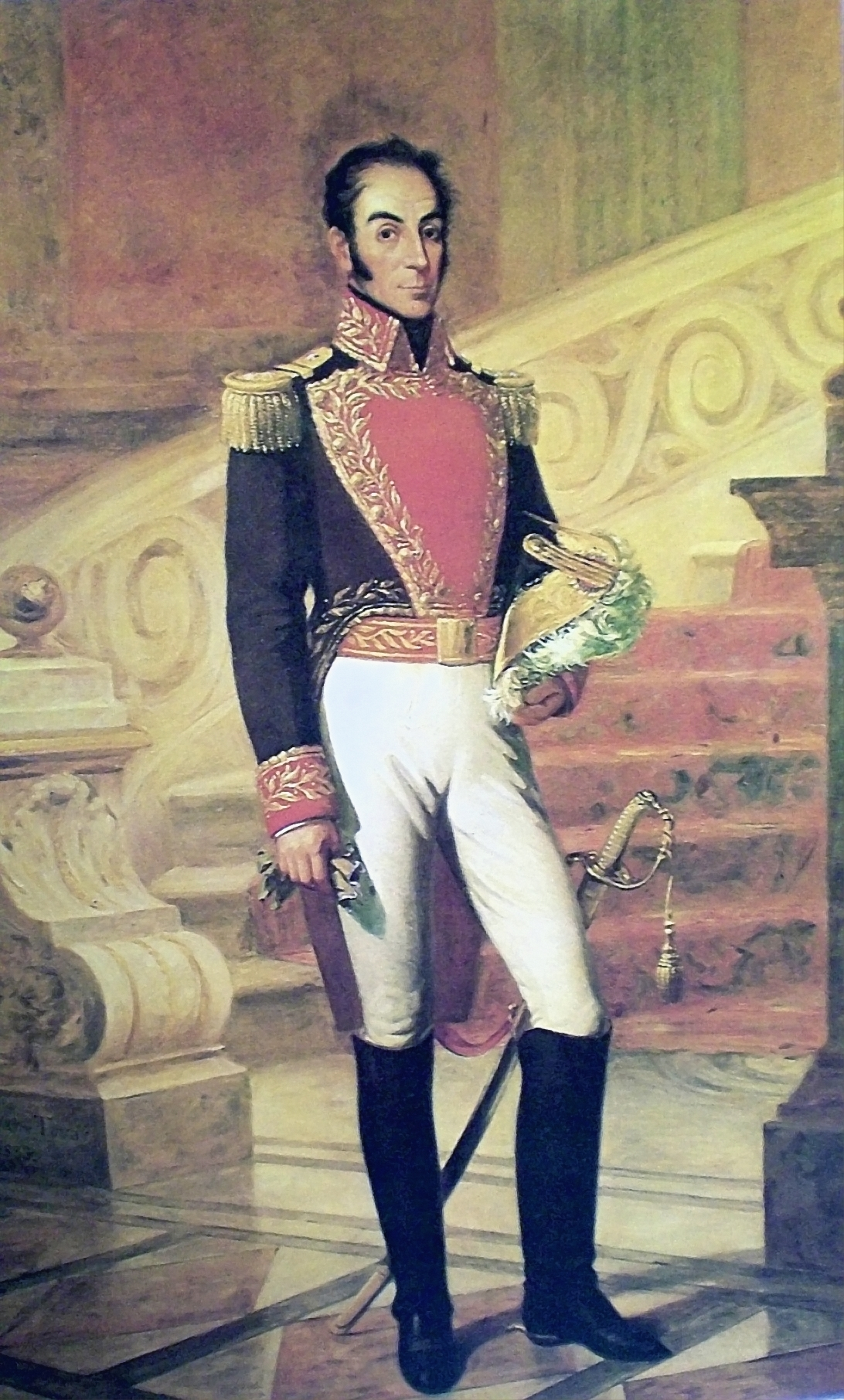
Simón Bolívar
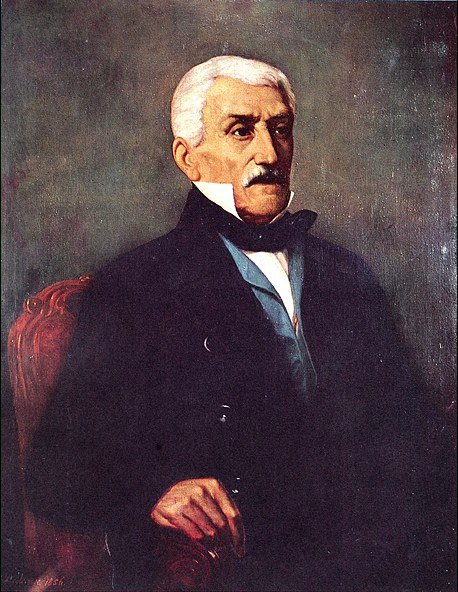
José de San Martín
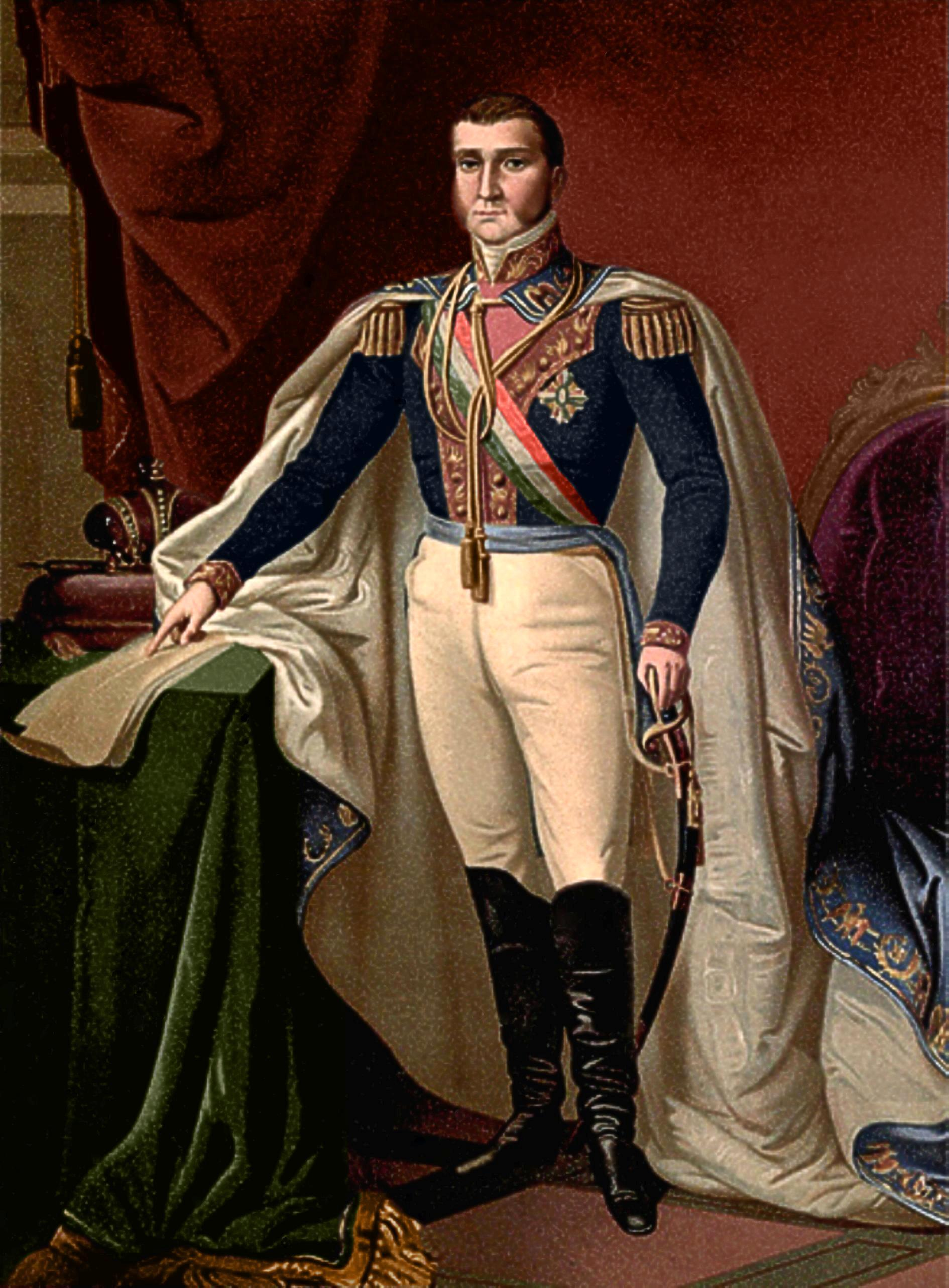
Agustin de Iturbide

Im übrigen Spanisch-Amerika konnte Spanien nach dem Wiener Kongress 1814/15 seine Herrschaft nochmals festigen. Venezuela, das neben Rio de la Plata der zweite Herd der Unabhängigkeitsbewegungen war, fiel zunächst an Spanien zurück. Kurze Zeit später gelang es jedoch dem aus Venezuela stammenden Simón Bolívar im Norden Südamerikas und dem Argentinier José de San Martín vom Gebiet des Rio de la Plata aus, die militärische Befreiung des hispanischen Südamerikas zu erreichen. Als es nach Einführung der Verfassung von Cádiz 1820 noch immer zu keiner Gleichberechtigung kam, liefen auch noch die letzten Unentschlossenen ins Lager der Befreiungskämpfer über.
Die beiden alten Vizekönigreiche Peru und Neuspanien, die wegen ihrer kolonialen Traditionen die tiefgreifendsten Veränderungen im 18. Jahrhundert erlebt hatten, hielten am längsten zur spanischen Krone. Erst 1821 lösten sie sich vom Mutterland. Nach dem Verlust von Puerto Cabello in Venezuela (1823) und der Niederlage bei Ayacucho in Peru (1824) blieb Spanien vom einst so riesigen Kolonialreich in Amerika nur mehr Kuba und Puerto Rico. Der letzte Stützpunkt in Mexiko, San Juan de Ulúa bei Veracruz, kapitulierte 1825. Dann, 1826, fiel mit Ancud (Chiloé) in Chile auch der letzte spanische Stützpunkt in Südamerika und damit auf dem gesamten amerikanischen Festland. Im gleichen Jahr scheiterten die Spanier bei einem letzten Versuch, Callao und Peru zurückzuerobern. Ein letzter Versuch, von Kuba aus Mexiko zurückzuerobern, misslang im September 1829.
In Asien konnte Spanien noch Spanisch-Ostindien halten, das nach der Unabhängigkeit Neuspaniens in eine eigenständige Kronkolonie umgewandelt wurde.

### Verkaufsoptionen
Nach dem Scheitern der Rückeroberungsversuche (1829) erkannte Spanien schließlich die Unabhängigkeit Mexikos (1836), Ecuadors (1840) und nach und nach auch die der übrigen amerikanischen Staaten an. Zudem schien Spanien durch die im Innern ausbrechenden Karlistenkriege kaum noch die Kraft für die Behauptung des Restbesitzes zu haben. Zumindest einige der Regenten bzw. Regierungen der Königin Isabella II. hatten offenbar Interesse, sich einiger der unrentabelsten Kolonien zu entledigen. So bot beispielsweise Regentin María Cristina Großbritannien, Frankreich und Belgien 1837 Kuba zum Kauf an (und die Philippinen gleich noch dazu), und nach Marias Sturz wurden ab 1840 Gespräche mit Großbritannien über einen Verkauf der Insel Fernando Póo geführt. Der geplante Verkauf von Fernando Póo für 60.000 Pfund scheiterte jedoch ebenso am Widerstand in den Cortes wie die Versuche der US-Präsidenten James Polk und Franklin Pierce, Kuba für 100 bzw. 130 Millionen Dollar zu kaufen (1849 bzw. 1854) oder die mehrfachen Versuche Belgiens, Spanien die Philippinen abzukaufen (1840, 1870–1875). Für den Fall, dass Spanien Kuba nicht freiwillig herausgeben sollte, drohten die USA mit Gewalt (Ostende-Manifest).

### Restaurationsversuche

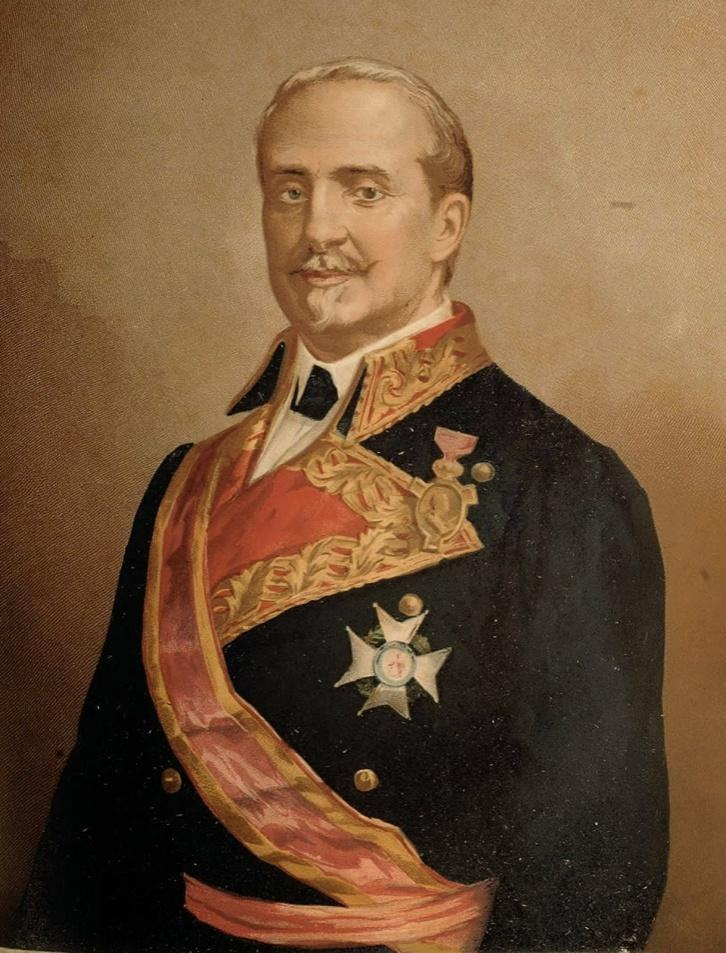
Leopoldo O’Donnell, Herzog von Tétouan

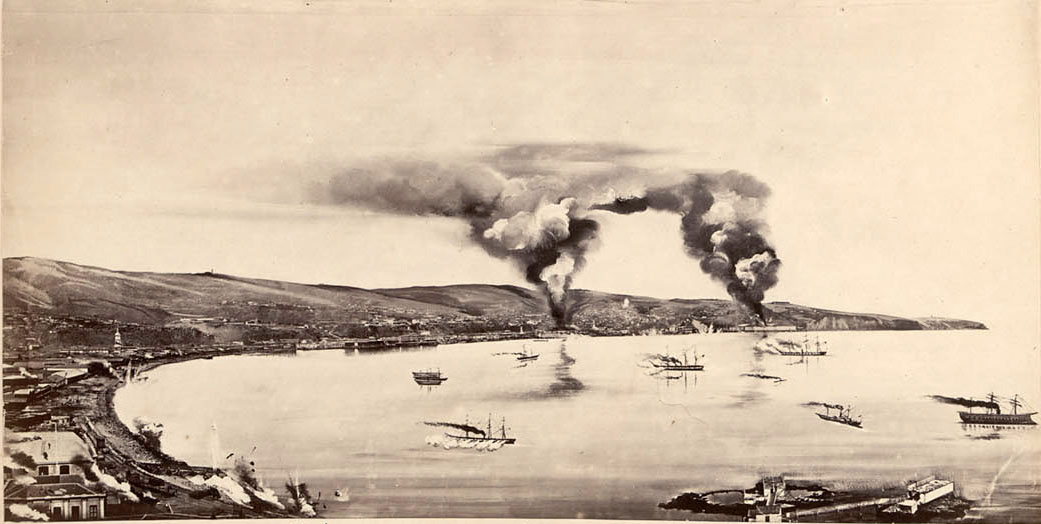
Mit der als Kriegsverbrechen geltenden Bombardierung von Valparaíso endeten 1866 die kolonialen Restaurationspläne

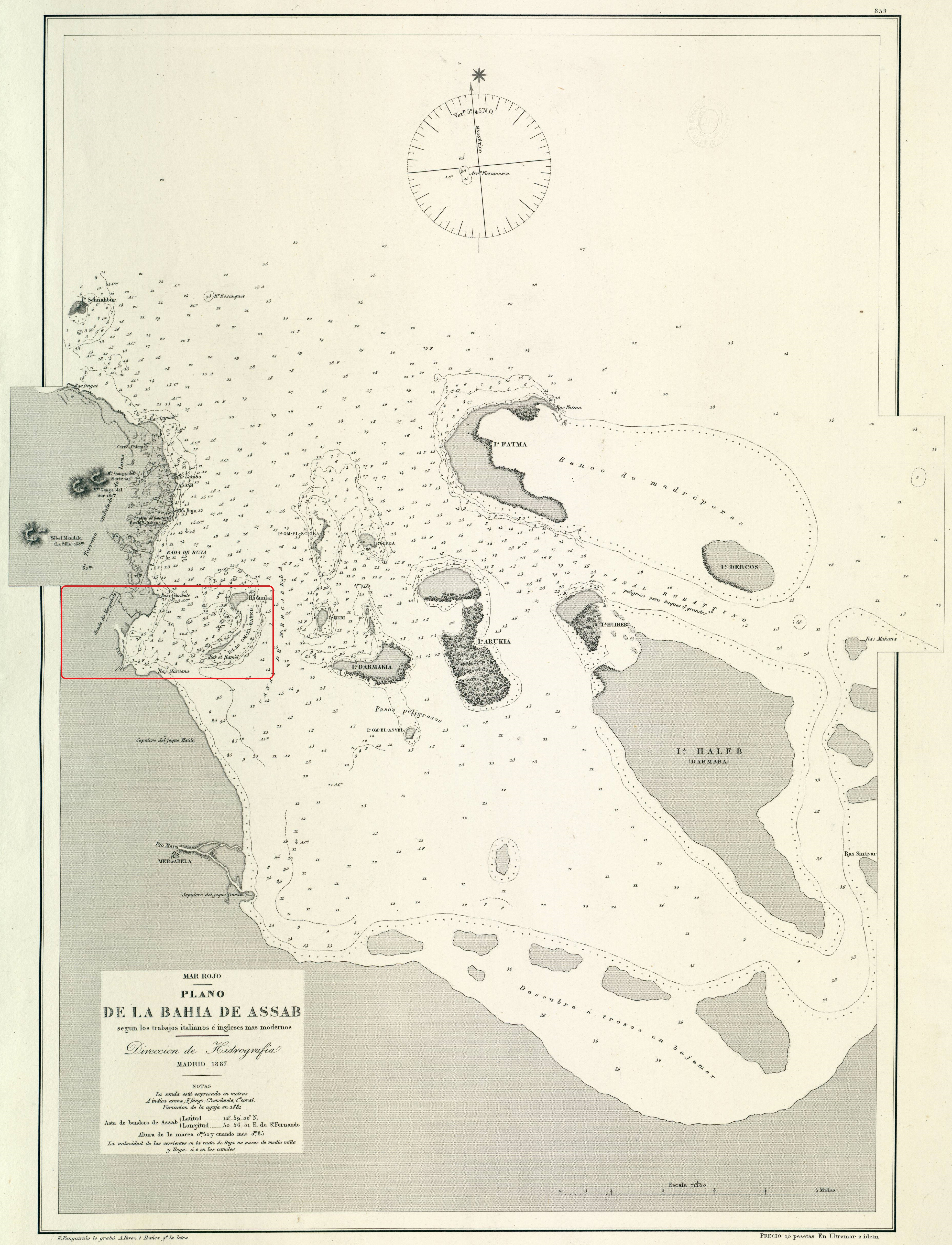
Spanische Karte der Bucht von Assab aus dem Jahr 1887 (das versprochene Gebiet zwischen Garibal und Marcana ist rot markiert)

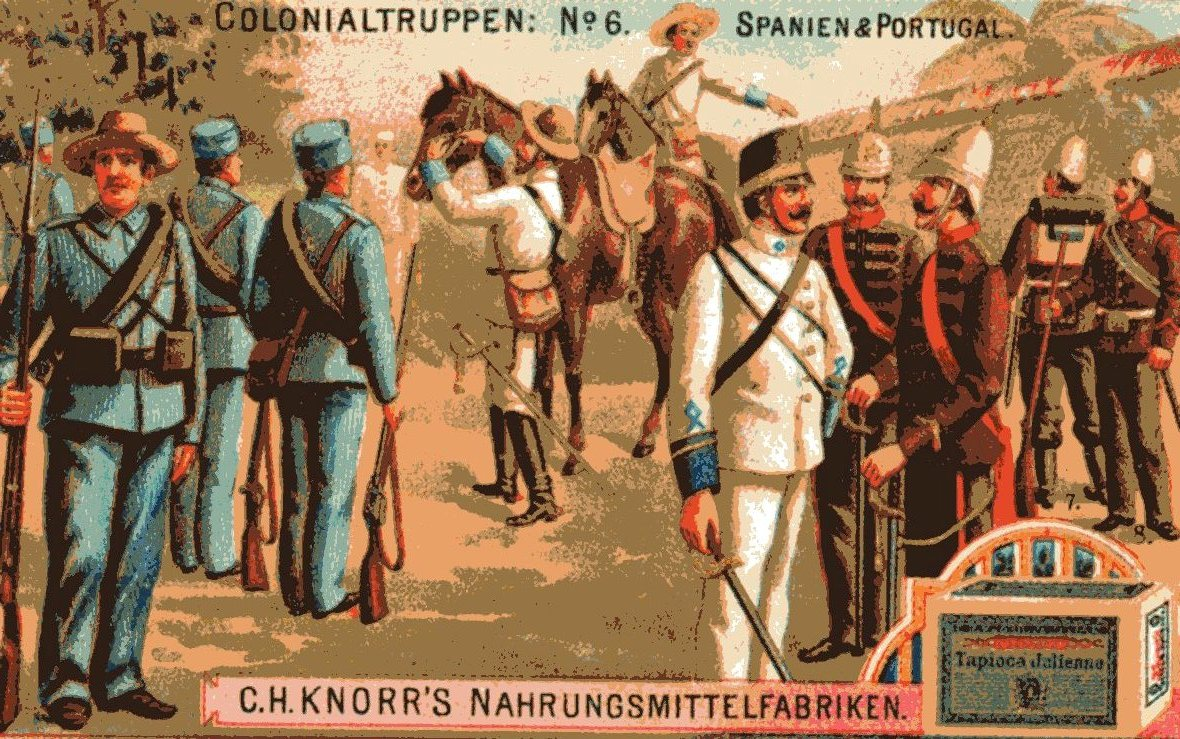
Spanische und portugiesische Kolonialtruppen um 1900

Um von innenpolitischen Problemen (Kämpfe zwischen Liberalen und Konservativen, Erhebungen von Karlisten und Anarchisten) abzulenken und ermutigt durch eine ebenfalls expansionistische Politik Frankreichs begann Spaniens Regierungschef Leopoldo O’Donnell, der in Personalunion auch Kriegsminister und Kolonialminister war, außenpolitische Kolonialabenteuer. Zunächst kämpften Spanier und Franzosen seit 1858 gemeinsam gegen Vietnam, nachdem dort zwei spanische Missionare hingerichtet worden waren; 1859 gelang ihnen die Eroberung von Saigon. Darauf folgte 1859 ein Krieg gegen Marokko, der Spanien 1860 aber nur Tétouan und Ifni einbrachte. Der 1861 ausgebrochene Sezessionskrieg gab Spanien unerwartet die Möglichkeit, ungestört von der US-amerikanischen Monroe-Doktrin auch wieder in Lateinamerika zu intervenieren. Den Auftakt machte die Besetzung Santo Domingos, das so von 1861 bis 1865 nochmals spanischer Herrschaft unterstellt werden konnte.
Ab Dezember 1861 dann beteiligte sich Spanien zusammen mit Großbritannien und Frankreich an einer Intervention in Mexiko, zog sich jedoch wie England schon im April 1862 aus dem Unternehmen wieder zurück, da es die französischen Kriegsziele (Errichtung eines pro-französischen Regimes in Mexiko) nicht teilte (und auf Santo Domingo antispanische Aufstände ausgebrochen waren). Auch mit Vietnam schloss Spanien 1862 Frieden. Stattdessen entsandte Königin Isabella II. eine Expedition nach Südamerika, diese Versuche zur Wiederherstellung der spanischen Herrschaft in Lateinamerika wurden daher auch als Recuperación Isabelina bezeichnet. Die spanische Besetzung der Guano-reichen Chincha-Inseln und ein Zwischenfall mit Peru führten 1864 zum Spanisch-Südamerikanischen Krieg, den Spanien in dieser Größenordnung nicht wünschte. O’Donnells Nachfolger Ramón María Narváez hatte Peru daher 1865 Frieden angeboten und auch Santo Domingo wieder aufgegeben, doch im Juni 1865 wurde Narváez wieder durch O’Donnell ersetzt, und in Peru brach ein Bürgerkrieg aus, in deren Verlauf auch dort die Kriegspartei an die Macht kam. Chile, Bolivien und Ecuador verbündeten sich 1866 mit Peru. Mit der Bombardierung von Valparaíso (1866) und Callao erreichte Spanien nur den Protest Großbritanniens und der USA, die ihren Bürgerkrieg inzwischen beendet hatten, sowie eine Meuterei des spanischen Heeres, die zum erneuten Sturz O’Donnells führte. Den Abzug der spanischen Flotte feierten die Peruaner als Sieg, und nachdem die USA auch Frankreich zum Abzug aus Mexiko gezwungen hatten, vermittelten sie den Frieden zwischen Spanien und Peru. Dieser konnte wegen der seit dem Sturz Königin Isabellas 1868 ausgebrochenen Thronwirren erst 1871 in Washington unterzeichnet werden.
Von dem bis 1874 in Spanien anhaltenden Bürgerkrieg zwischen Republikanern, Kantonalisten, Karlisten und dem Sohn Isabellas nahestehenden Militärs waren auch die Kolonien betroffenen. Das Deutsche Reich intervenierte beispielsweise kurzzeitig in Culebra auf Puerto Rico und auf Kuba war bereits 1868 ein Aufstand ausgebrochen, in den sich die USA erstmals einmischten und der bis 1878 andauerte. Ein zweiter Aufstand auf Kuba wurde 1880 niedergeschlagen, der 1895 ausgebrochene dritte Kubanische Unabhängigkeitskrieg mündete schließlich 1898 in den Spanisch-Amerikanischen Krieg, in dem Spanien von den aufstrebenden Vereinigten Staaten vernichtend geschlagen wurde und damit seine letzten prestigeträchtigen Kolonien nicht nur in Amerika, sondern auch in Asien verlor. Deutschland zwang daraufhin Spanien zum Verkauf der Marianen und Karolinen, wie es schon 1885 den Verkauf der Marschall-Inseln erzwungen hatte.
Vergeblich hatte Spanien zudem versucht, an der Ostküste Afrikas, am Roten Meer, Fuß zu fassen. Nach einer italienischen Niederlage gegen Äthiopien (Januar 1887) und der Einbindung Spaniens in die Mittelmeerentente (italienisch-spanisches Geheimabkommen, Mai 1887) hatte Spanien von Italien die Zusage zur Überlassung eines kleinen Stücks der eritreischen Danakil-Küste in der Bucht von Assab erhalten (Dezember 1887). Spanien sollte das Gebiet (zwei Meilen südlich von Assab, zwischen Buia und Mergabela/Margableh, bei Alela, gegenüber der Insel Um Ālbahār) für zunächst 15 Jahre pachten und wollte dort eine Kohlestation für die spanische Marine auf dem Seeweg zu den Philippinen errichten. Italien hoffte wohl, Spanien so in die Verteidigung der italienischen Assab-Kolonie einbinden zu können. Angesichts der Opposition Großbritanniens gegen diesen Plan zögerte Italien die Herausgabe des Gebietes jedoch hinaus und gliederte es nach zwischenzeitlichen Erfolgen gegen die Äthiopier 1890 in seine eigene Kolonie Eritrea ein. Bei der Verlängerung des spanisch-italienischen Abkommens 1891 war von der Überlassung an Spanien nicht mehr die Rede. Das Abkommen wurde dann 1895 nicht mehr verlängert und eine Station am Roten Meer war mit dem Verlust der Philippinen ab 1898 ohnehin hinfällig.
Von dem einst weltumspannenden spanischen Seereich blieben nur die Kanarischen Inseln und die unbedeutenden Kolonien an der afrikanischen Atlantikküste, Spanisch-Guinea und Spanisch-Westafrika sowie Spanisch-Marokko. In Nordwestafrika hatte Spanien nach der Kongokonferenz (1884) die Westsahara und nach einer zwischenzeitlichen Niederlage im Ersten Rifkrieg (1909) als Ergebnis der Zweiten Marokkokrise (1911) auch den Norden Marokkos erworben. Ebenda erhoben sich jedoch 1921 die Rifkabylen unter Abd el-Krim gegen die spanische Herrschaft, gründeten eine unabhängige Rif-Republik und brachten der spanischen Kolonialarmee in der Schlacht von Annual erneut eine peinliche Niederlage bei. Erst 1926 konnte Spanien sich mit französischer Hilfe im Zweiten Rifkrieg behaupten.

### Kolonialpläne des franquistischen Spaniens
In der Konferenz von Hendaye waren Spaniens Diktator Franco von Hitler Gibraltar und territoriale Gewinne auf Kosten Frankreichs zugesagt worden. Franco hatte neben Französisch-Marokko das mauretanische Gebiet zwischen Spanisch-Sahara und dem 20. Breitengrad, das algerische Department Oran (67 262 km²) sowie eine Erweiterung des Küstengebiets von Spanisch-Guinea gefordert. Der Staatschef von Vichy-Frankreich, Marschall Pétain, verweigerte jedoch die Abtretung Marokkos. Deutsche Kolonialpläne sahen zudem Spanisch-Guinea für Deutsch-Mittelafrika vor, während Sierra Leone bzw. West-Nigeria oder Liberia zur Kompensation an Spanien fallen sollten.
Tatsächlich besetzte Spanien 1940 nur das bis dahin international verwaltete Tanger und räumte es unter internationalem Druck bei Kriegsende wieder.

### Heutige Situation
Nach der Aufgabe Äquatorialguineas (1968) und der Westsahara (1976) gehören heute nur noch die afrikanischen Gebiete Kanaren, Ceuta und Melilla zu Spanien. Obwohl sie als autonome Regionen bzw. autonome Städte integrale Bestandteile Spaniens und der EU sind, betrachtet Marokko dennoch Ceuta und Melilla als Gebiete, die entgegen der UNO-Entkolonialisierungsresolution von 1960 noch immer unter Kolonialherrschaft ständen. Während der Anteil der marokkanisch-muslimischen Bevölkerung in Ceuta bei 41 % und in Melilla bei knapp über 50 % liegt, dominiert auf den Kanarischen Inseln jedoch eine spanisch-christliche Bevölkerung. Nach dem Tod Francos unterzeichnete Spanien den Vertrag von Madrid, in dem Spanien Mauretanien und Marokko die vorläufige Hoheit über die Westsahara gab. Heute gilt der Vertrag als illegal und nicht gültig. So ist die Westsahara de jure noch eine Spanische Kolonie.
Eine Kuriosität sind die vier Miniarchipele Guedes, Coroa, Pescadores und Ocea in Mikronesien, die im Deutsch-Spanischen Vertrag von 1899 offensichtlich vergessen wurden, und demzufolge juristisch noch spanisches Territorium sind. Aufgrund der geringen Bedeutung erhebt das Land jedoch keine Besitzansprüche.
Die bei Spanien verbliebenen Gebiete sind in der unteren Liste gelb unterlegt.

Spanisches Weltreich

## Liste der spanischen Besitzungen und Kolonien
| Besitzung                                | Erwerb         | Verlust        | Geschichte |
| ---------------------------------------- | -------------- | -------------- | --- |
| Balearen                                 | 1229 1344/49   | 1276 –         | zwischen 1229 und 1235 durch Jakob I. von Aragón erobert, 1276 erklärte der Bruder Peters III. von Aragón Jakob II. die Balearen sowie die katalanischen Grafschaften Roussillon, Cerdanya und die Herrschaft Montpellier zum unabhängigen Königreich Mallorca, 1344 Rückeroberung und erneute Eingliederung in die Krone Aragonien, 1349 nach dem Tod Jakob III. von Mallorca endgültig aragonesisch, heute Autonome Gemeinschaft Spaniens. Menorca wird 1708 britisch besetzt, im Frieden von Utrecht dann Großbritannien zugesprochen, 1756 französisch besetzt, 1763 wieder zurück an Großbritannien, 1782 von spanisch-französischen Truppen zurückerobert, im Frieden von Paris wieder Spanien zugesprochen, 1798 erneut britisch besetzt, 1802 endgültige Rückgabe der Insel an Spanien |
| Grafschaft Provence                      | 1167           | 1267           | 1167 erwarb König Alfons II. von Aragonien durch Erbrecht die Grafschaft Provence, danach durch Sekundogenitur an die Krone Aragonien gebunden, 1267 an das Haus Anjou gefallen |
| Herzogtum Athen                          | 1311           | 1319           | von der Katalanischen Kompanie erobert, 1319 mit dem Herzogtum Neopatria vereint, 1388 ausgegliedert und an die Florentiner Familie Acciaiuoli übergeben |
| Herzogtum Neopatria                      | 1319           | 1390           | von der Katalanischen Kompanie erobert und mit dem Herzogtum Athen vereint, 1379 unter direkter Verwaltung der aragonesischen Krone, später an die Florentiner Familie Acciaiuoli verkauft |
| Königreich Neapel                        | 1442 1504 1735 | 1500 1714 1759 | 1422 Vereinigung von Neapel und Sizilien durch Alfons V., 1458 wieder getrennt verwaltet, zwischen 1500 und 1504 kurzzeitig französisch, 1504 erneute Vereinigung mit Sizilien durch Ferdinand II., fortan Nebenland der spanischen Krone, 1714 im Rastatter Frieden an Österreich verloren, 1735 im Frieden von Wien wieder durch Sekundogenitur an Spanien gebunden, 1759 durch Ferdinand IV. von Spanien getrennt. |
| Königreich Sardinien                     | 1297 1409      | 1383 1707      | 1297 als Lehen an Jakob II. durch den Papst übertragen, 1323 endgültige Eroberung der Insel, 1383 wieder an das Judikat Arborea verloren, 1409 erneute Rückeroberung, 1420 Status als aragonesisches Vizekönigreich festgeschrieben, ab dem frühen 16. Jahrhundert in Personalunion mit dem neu entstandenen Königreich Spanien vereint, 1707 von Österreich besetzt und 1713 an dieses abgetreten |
| Königreich Sizilien                      | 1282 1735      | 1714 1759      | 1282 durch die Sizilianische Vesper an Aragonien, 1442 Vereinigung mit dem Königreich Neapel, 1458 wieder getrennt, 1501 Wiedervereinigung durch Ferdinand II. von Aragón, fortan Nebenland der spanischen Krone, 1714 Viktor Amadeus II. von Savoyen zugesprochen, 1735 durch den Frieden von Wien wieder durch Sekundogenitur an Spanien gebunden, 1759 durch Ferdinand IV. von Spanien getrennt |
| Korsika                                  | 1297 1419      | 1347 1453      | 1297 übertrug Papst Bonifatius VIII. König Jakob II. von Aragón Korsika als Lehen, 1325 Eroberung der gesamten Insel, 1347 wieder an Genua zurückgefallen, 1372 durch Graf von La Rocca wieder kurzzeitig aragonesisch, 1401 französisch, 1410 wieder an Genua, 1419 wieder an Aragon zurück, 1447 Teilung der Insel: Aragon erhält die Oberhoheit über die südlichen Ländereien der Herren von Cinarca, 1453 endgültig an die genueser Bank Banca di San Giorgio |
| Malta                                    | 1284           | 1525/1530      | 1284 Eroberung Maltas durch aragonesisch-sizilische Flotte und dem Vizekönig von Sizilien unterstellt, 1525 durch Karl V. dem Johanniterorden als Lehen zugewiesen, 1530 durch päpstliche Bulle endgültig in Besitz des Johanniterordens |
| Herrschaft Montpellier                   | 1204           | 1349           | 1204 durch die Heirat von Maria von Montpellier mit Peter II. an Aragón gefallen, 1276 zum unabhängigen Königreich Mallorca, 1349 durch Jakob III. von Mallorca an Frankreich verkauft |
| Nordkatalonien (Carcassonne, Roussillon) | 1137           | 1659           | 1276 Eingliederung der Grafschaften Roussillon und Cerdanya in das unabhängigen Königreich Mallorca, 1344 aragonesische Rückeroberung Roussillons, 1403 Cerdanyas, 1659 durch den Pyrenäenfrieden an Frankreich abgetreten |
| Königreich Navarra (Obernavarra)         | 1076 1419      | 1134 1431      | zwischen 1076 und 1134 mit dem Königreich Aragon vereint, danach wieder selbstständig, zwischen 1419 und 1431 Vizekönigreich der Krone Aragon, seit dem Ende des 15. Jahrhunderts zwischen der nun Spanischen Krone und der französischen Adelsfamilie Grailly umstritten, 1512 Eroberung des Südteils Navarras (Obernavarra) durch Spanien, der nördliche Teil (Niedernavarra) geht 1516 an das französische Haus Albret, bis 1702 als Vizekönigreich Spaniens verwaltet, heute als Navarra Autonome Gemeinschaft Spaniens |

| Besitzung                                          | Erwerb              | Verlust             | Geschichte |
| Europa                                             | Europa              | Europa              | Europa |
| -------------------------------------------------- | ------------------- | ------------------- | --- |
| Elba                                               | 1557                | 1709                | 1557 Einnahme Porto Longones, später Teil des spanischen Garnisonsstaates, 1709 im Spanischen Erbfolgekrieg verloren, 1714 offiziell an das von Österreich beherrschte Königreich Neapel abgetreten |
| Franche-Comté (Freigrafschaft Burgund)             | 1556                | 1678                | 1556 durch Erbteilung an Spanien gefallen, im Devolutionskrieg 1668 und im Holländischen Krieg 1674 von Frankreich besetzt, 1678 im Frieden von Nimwegen endgültig an Frankreich abgetreten |
| Grafschaft Charolais                               | 1556                | 1684                | 1477 an das Haus Habsburg als Teil des burgundischen Erbes gefallen, jedoch weiterhin unter der Lehenshoheit und dem Rechtsbereich der französischen Krone, 1556 durch Erbteilung an Spanien, 1684 durch einen Vertrag von König Philipp IV. von Spanien mit Louis II. de Bourbon, prince de Condé an diesen übergeben |
| Herzogtum Mailand                                  | 1535                | 1714                | 1535 von Kaiser Karl V. erobert und seinem Sohn Philipp übergeben, seit 1556 in Personalunion mit Spanien vereinigt, 1714 durch den Spanischen Erbfolgekrieg an Österreich verloren |
| Monaco                                             | 1542                | 1641                | spanisches Protektorat |
| Spanische Niederlande                              | 1556                | 1714                | 1556 durch Erbteilung an Spanien gefallen, 1579 nördlicher Teil als Utrechter Union unabhängig, der südliche Teil, die Union von Arras bleibt bei Spanien und wird fortan als Spanische Niederlande bezeichnet, im Achtzigjährigen Krieg kommen Flandern und Brabant hinzu, im Pyrenäenfrieden und im Devolutionskrieg tritt Spanien die Grafschaft Artois, Gravelines, Landrecy, Diedenhofen, Le Quesnoy, Montmédy, Lille, Charleroi, Oudenaarde und Kortrijk an Frankreich ab, im Nimwegener Frieden 1679 und im Frieden von Rijswijk kommen Teile dieser Gebiete wieder an Spanien, 1714 durch den spanischen Erbfolgekrieg an Österreich abgetreten |
| Siena                                              | 1524 1555           | 1552 1557           | ab 1524 unter dem Schutz Kaiser Karls V., der eine spanische Verwaltung installiert, 1552 mit französischer Hilfe Vertreibung der Spanier, 1555 Rückeroberung Sienas durch florentinisch-kaiserliches Herr, 1557 Belehnung Cosimo I. de’ Medici mit der Stadt durch Philipp II. von Spanien, der es ins Großherzogtums Toskana eingliederte |
| Stato dei Presidi (Spanischer Garnisonsstaat)      | 1557 1735           | 1707 1759           | 1522 unter den Schutz Kaiser Karls V., 1555 Eroberung Sienas und Gründung des Großherzogtums Toskana durch Cosimo I. de’ Medici, am 3. Juli 1557 Orbetello, Porto Ercole, Porto Santo Stefano, Talamone, Ansedonia, Porto Longone, sowie Teile Elbas zurück an Spanien und Gründung des Stato dei Presidi, 1707 von Österreich besetzt, 1735 im Vorfrieden von Wien wieder zurück an Spanien, 1759 an das Königreich Neapel gebunden |
| Portugal                                           | 1580                | 1640                | durch Heiratsverträge ab 1580 in Personalunion mit Spanien vereint, 1640 wieder selbstständig, Krieg bis zur Anerkennung der Unabhängigkeit 1666 |
| Finale                                             | 1571                | 1713                | 1571 durch den spanischen Gouverneur von Mailand erobert, 1602 dann offiziell unter spanischer Herrschaft, 1713 an Genua verloren |
| Fürstentum Piombino                                | 1590                | 1796                | ab 1590 unter spanischen Einfluss, 1628 Philipp IV. von Spanien als Lehen übertragen, 1634 an die Familie Ludovisi gefallen, jedoch weiter von Spanien abhängig, 1796 von französischen Revolutionstruppen erobert und besetzt |
| Herzogtum Parma                                    | 1731                | 1735                | durch Erbe an Karl III. von Spanien gefallen, 1735 an die Habsburger übergeben |
| Afrika                                             |                     |                     | |
| Spanisch-Guinea                                    | 1788                | 1968                | von Portugal an Spanien abgetreten, 1968 als Äquatorialguinea unabhängig |
| Spanisch-Westafrika                                | 1934                | 1969/1976           | 1860 wurde Ifni von Spanien erworben, 1884 wurde Spanisch-Sahara als Rio de Oro spanische Kolonie, 1934 Zusammenschluss der beiden Kolonien, 1969 kam Ifni zu Marokko, 1976 von Marokko und Mauretanien besetzt, heute von Marokko annektiert, internationaler Status unklar |
| Djerba                                             | 1551                | 1560                | ab 1520 spanischer Vasall, 1551 direkte spanische Verwaltung, 1560 okkupiert, in der Seeschlacht von Djerba an das Osmanische Reich gefallen |
| Bizerta                                            | 1535                | 1574                | 1535 von Kaiser Karl V. erobert, 1574 an das Osmanische Reich |
| Bejaia (Bougie)                                    | 1510                | 1555                | 1510 von Kastilien erobert, 1555 an das Osmanische Reich |
| Oran                                               | 1509 1732           | 1708 1792           | 1505 und 1506 erste Versuche die Stadt zu erobern, 1509 von Francisco Jiménez de Cisneros für Kastilien erobert, 1709 an das Osmanische Reich verloren, 1732 von Spanien wieder zurückerobert, ab 1790 Friedensgespräche mit dem Osmanischen Reich, 1792 dann an das Osmanische Reich übergeben |
| Mers El Kébir (Mazalquivir)                        | 1505 1708           | 1732 1792           | 1505 für Kastilien erobert, 1708 osmanisch, 1732 wieder spanisch, 1792 an das Osmanische Reich verkauft |
| Algier                                             | 1510 1573           | 1529 1574           | 1510 im Zuge der Eroberung Orans spanisch besetzt, 1529 unter dem Schutz des Osmanischen Reiches, 1573 kurzfristig wieder spanisch, 1574 endgültig osmanisch |
| Tripolis                                           | 1509                | 1530/1551           | 1509 durch Graf Pietro von Navarra für Spanien erobert und Installation eines spanischen Statthalters, 1530 von Kaiser Karl V. den Johanniterorden als Lehen übertragen, 1551 an das Osmanische Reich verloren |
| Mahdia                                             | 1550                | 1553                | 1550 von spanischer Flotte erobert und dem Vizekönig von Sizilien unterstellt, 1553 wieder osmanisch |
| Honaine (Oney)                                     | 1531                | 1534                | 1531 von Spanien besetzt, 1534 wieder an die Osmanen verloren |
| Annaba (Bona)                                      | 1535 1636           | 1541 1641           | 1535 von Spanien erobert, 1541 wieder osmanisch, 1636 erneute spanische Eroberung, 1641 an Genua verloren |
| Sousse (Susa)                                      | 1540/41             | 1550                | 1540/41 von Andrea Doria für Spanien erobert, 1550 an die Osmanen gefallen |
| Monastir                                           | 1540/41             | 1550                | 1540/41 von Andrea Doria für Spanien erobert, 1550 an die Osmanen gefallen |
| Sfax                                               | 1540/41             | 1550                | 1540/41 von Andrea Doria für Spanien erobert, 1550 an die Osmanen gefallen |
| Larache                                            | 1610                | 1689                | 1610 von Spanien besetzt und als Handelsstützpunkt genutzt, 1689 wieder marokkanisch, 1912 Teil von Spanisch-Marokko |
| Mehdia (La Mamora)                                 | 1614                | 1681                | 1614 von Spanien besetzt, 1627 kurzfristig Teil der Korsaren-Republik Bou-Regreg, 1681 wieder marokkanisch |
| Tunis                                              | 1535 1573           | 1570 1574           | 1534 vom Osmanischen Reich erobert, 1535 durch Kaiser Karl V. okkupiert und in ein spanisches Protektorat umgewandelt, 1570 wieder osmanisch, 1573 kurzfristig wieder spanisch, 1574 endgültig wieder osmanisch |
| Plaza de soberanía                                 | 1508 1560 1668 1848 |                     | Der Peñón de Vélez de la Gomera wurde 1508 von Pedro Navarro im Auftrag des Herzogs von Medina Sidonia für Kastilien besetzt 1668 wurde Ceuta von Portugal an Spanien durch den Frieden von Lissabon abgetreten, Melilla wurde 1497 erobert, die übrigen Inseln und Städte 1508, 1560, 1668 und 1848; heute autonome Städte Spaniens, die Gebiete werden von Marokko beansprucht |
| Isla Perejil                                       | 1663                |                     | von Portugal an Spanien abgetreten, heute unter der Herrschaft Spaniens, von Marokko beansprucht |
| Spanisch-Marokko                                   | 1912                | 1956                | Spanisches Protektorat, heute Teil Marokkos |
| Amerika                                            |                     |                     | |
| Vizekönigreich Neuspanien                          | 1535                | 1821                | 1492 Beginn der Kolonialisierung der Karibik und Mittelamerikas, zwischen 1519 und 1521 Eroberung des Aztekenreiches, 1565 kam auch noch die Philippinen in Asien und einige pazifische Inseln, sowie im 17. und 18. Jahrhundert der Südwesten der heutigen USA hinzu, 1535 Gründung des Vizekönigreiches, zwischen 1528 und 1545 Verpfändung „Klein-Venedigs“ an die Welser, 1717 Abtretung Venezuelas an das neugegründete Vizekönigreich Neugranada |
| Florida                                            | 1513                | 1763/1819           | 1513 von Spanien erobert und 1535 ins Vizekönigreich Neuspanien integriert, nach Ende des Siebenjährigen Krieges an Großbritannien abgetreten, 1781 die Herrschaft über Westflorida zurück, im Frieden von Paris 1783 wieder spanisch, 1810/13 teilweise von den USA besetzt, 1819 an die USA verkauft |
| Jamaika (Santiago)                                 | 1509                | 1670                | 1509 kolonialisiert und 1535 ins Vizekönigreich Neuspanien eingegliedert, 1655 von den Engländern unter William Penn besetzt, 1670 offiziell von Spanien im Vertrag von Madrid abgetreten. |
| Hispaniola                                         | 1492 1808 1861      | 1697/1795 1822 1865 | Die erste wichtige spanische Besitzung in Übersee. Im 17. Jahrhundert setzten sich die Franzosen im NW der Insel fest, der westliche Teil der Insel (Haiti) wurde 1697 an Frankreich abgetreten. Der östliche Teil (heute Dominikanische Republik) wurde 1795 im Frieden von Basel ebenfalls an Frankreich abgetreten, war aber 1808–1822 nochmals spanisch und unterstellte sich letztmals 1861–1865 selbst Spanien. |
| Kaimaninseln                                       | 1503                | 1666                | 1503 von Kolumbus entdeckt und für Spanien in Besitz genommen, 1535 ins Vizekönigreich Neuspanien integriert, 1666 von England erobert, 1670 im Vertrag von Madrid offiziell von Spanien an England abgetreten |
| Kuba                                               | 1492 1763           | 1762 1898           | 1492 von Kolumbus entdeckt und für Spanien in Besitz genommen, zwischen 1511 und 1515 vollständige Eroberung der Insel, ab 1542 als Generalkapitanat Teil Neuspaniens, 1762 von Großbritannien erobert, im Frieden von Paris 1763 im Tausch gegen Florida wieder zurück an Spanien, ab 1821 eigenständige Kolonie, 1897 innere Autonomie, im Zuge des Spanisch-Amerikanischen Krieg 1898 an die USA verloren |
| Mississippi-Territorium                            | 1783                | 1795                | Teil Westfloridas, im Pinckney-Vertrag an die Vereinigten Staaten abgetreten |
| Nootka Territorium                                 | 1789                | 1794                | Umfasste Küstengebiete des Bundesstaates Washington sowie den Süden der kanadischen Provinz British Columbia (Vancouver Island). Nach nur fünf Jahren spärlicher Herrschaft wurde der Herrschaftsanspruch auf Druck Großbritanniens zurückgezogen |
| Trinidad                                           | 1498                | 1802                | 1498 von Spanien in Besitz genommen, ab 1535 Teil des Vizekönigreiches Neuspanien, bereits 1763 wurde die Insel von den Briten besetzt, jedoch erst 1802 im Frieden von Amiens offiziell von Spanien abgetreten. |
| Westlouisiana                                      | 1762                | 1800                | 1762 im Vorfrieden von Fontainebleau wurde Louisiana westlich des Mississippi sowie die „Isle of New Orleans“ von Frankreich an Spanien abgetreten und ins Vizekönigreich Neuspanien eingegliedert, auf Druck Napoleons 1800 wieder an Frankreich zurück |
| Vizekönigreich Peru (Vizekönigreich Neu-Kastilien) | 1542                | 1823                | ab 1522 Beginn der Eroberung Perus und 1542 Errichtung des Vizekönigreiches, 1655 Abtretung der Miskitoküste an Großbritannien, 1717 bzw. 1739 und 1776 wurden die beiden neugegründeten Vizekönigreiche Río de la Plata und Neugranada von Peru getrennt. |
| Vizekönigreich Neugranada                          | 1717 1739           | 1724 1810           | 1717 von Peru getrennt, zwischen 1724 und 1739 wieder Teil Perus, heute Kolumbien, Venezuela, Ecuador und Panama |
| Vizekönigreich Río de la Plata                     | 1776                | 1811                | 1776 von Peru getrennt, heute Argentinien, Bolivien, Uruguay und Paraguay. Zwischen 1767 und 1811 gehörten auch die Falklandinseln zum Einflussgebiet der Kolonie. |
| Asien                                              |                     |                     | |
| Spanisch-Ostindien                                 | 1521(?)             | 1898                | zunächst als Generalkapitanat Teil des Vizekönigreiches Neuspanien, nach 1821 eigenständige spanische Kolonie, 1898 im Zuge des Spanisch-Amerikanischen Krieges verloren |
| Philippinen                                        | 1565                | 1898                | Teil des Generalkapitanats Spanisch-Ostindien, 1898 im Zuge des Spanisch-Amerikanischen Krieges von den USA annektiert |
| Marianen                                           | 1667                | 1898/1899           | 1521 von Ferdinand Magellan entdeckt, 1667 von Spanien in Besitz genommen, Teil des Generalkapitanats Spanisch-Ostindien, nach dem Spanisch-Amerikanischen Krieg 1898 südlich Teil an die USA abgetreten, 1899 nördlichen Teil an das Deutsche Reich verkauft |
| Karolinen                                          | 1526                | 1899                | 1525 durch den Portugiesen Diego da Rocha entdeckt, 1526 spanische Inbesitznahme durch Alonso de Salazar, 1686 Entdeckung der Hauptinsel durch Francesco Lazeano, Teil des Generalkapitanats Spanisch-Ostindien, 1899 an das Deutsche Reich verkauft |
| Palau                                              | 1526                | 1899                | 1543 durch den Ruy López de Villalobos entdeckt, erst im 19. Jahrhundert durch Spanien kolonialisiert, Teil des Generalkapitanats Spanisch-Ostindien, 1899 an das Deutsche Reich verkauft |
| Guam                                               | 1521                | 1899                | 1521 von Magellan entdeckt, 1565 von Miguel López de Legazpi für Spanien in Besitz genommen, Teil des Generalkapitanats Spanisch-Ostindien, 1898 an die USA abgetreten |
| Formosa                                            | 1626                | 1646                | zunächst portugiesische Kolonie, 1624 dann holländische Kolonie, 1626 Eroberung des Nordwesten Taiwans durch Spanien, wird daraufhin zur spanischen Kolonie Formosa erklärt und von den Philippinen aus verwaltet, 1646 wieder holländisch |
| Neuguinea                                          | 1528/1545           | 1606                | ab 1528 von spanischen Seefahrern entdeckt und erkundet, 1545 unter dem Namen Neuguinea von Íñigo Ortiz de Retes für Spanien in Besitz genommen, ab 1606 allmähliche Übernahme der Kolonie durch die Holländer |
| Atlantik                                           |                     |                     | |
| Kanarische Inseln                                  | 1496                |                     | 1311 entdeckt, ab 1402 Eroberung und Christianisierung der Inseln Lanzarote, Fuerteventura und El Hierro durch den Franzosen Jean de Béthencourt, 1479 durch den Vertrag von Alcáçovas Kastilien zugesprochen, heute Autonome Gemeinschaft Spaniens |